# Leszno
Leszno (łac. Lessna Polonorum, niem. Lissa, Lissen) – miasto na prawach powiatu w województwie wielkopolskim, położone w zachodniej części Polski, pomiędzy dwoma dużymi centrami gospodarczymi – Poznaniem i Wrocławiem. Siedziba władz powiatu leszczyńskiego.
Prywatne miasto szlacheckie lokowane w 1547 roku położone było w XVI wieku w województwie poznańskim.
Według danych GUS z 31 grudnia 2024 r., Leszno liczyło 59 521 mieszkańców i było pod względem liczby ludności 7. miastem w województwie wielkopolskim, a także 64. spośród najludniejszych miast w Polsce.

## Nazwa
Miejscowość wymieniona została pierwszy raz w dokumencie zapisanym po łacinie z 1393 jako Lesczno, 1396 Olesczno, 1397 Leszczno, 1408 Lessna, 1425 Lesczyno, 1436 (kopia z 1468 Lessno, (kopia z XVI wieku) Leszno, (kopia z XVII wieku) Lyeszno, Lieszno, 1451 (kopia z XIX wieku) Leszcze, 1453 Leszczyno, 1457 Leschno, 1468 Liszna, Lesoczno, 1469 (kopia z 1675) Leszczyna, 1484 Lischno, 1488 Liessno, Lieshno, 1490 Leszno, 1504 Lesno, 1506 Lisse, Lysse, 1521 Lyeschno.
Według językoznawców istniała starsza nieużywana obecnie staropolska forma rzeczownikowa nazwy miasta, która brzmiała Leszczno lub Leszczyn, a obecna nazwa jest zniekształconą formą pierwotnej nazwy wywodzącej się bezpośrednio od nazwy leszczyny rośliny z rodziny leszczynowatych będącej źródłem orzechów laskowych. Jeden ze średniowiecznych dokumentów datowany na 1469 r. podaje bezpośrednio nazwę miasta jako Leszczyna.
Po raz pierwszy miejscowość wymieniona została w 1393 r. jako Lesczno, w 1397 Leszczno, w 1425 Leszczyno, w 1453 Lesczyno. Miasto nazywane było w historii również po łacinie Lessna Polonorum. Od nazwy miejscowości pochodzi nazwisko wielkopolskiego magnackiego rodu Leszczyńskich. Od XVI w. ze względu na trudną w wymowie dla Niemców kombinację spółgłosek „szcz” nazwa uległa stopniowej germanizacji i Niemcy notowali ją jako Lissa Polonorum (Polska Lissa), a później Polnisch Lissa. Z czasem nazwa została skrócona do Lissa i zatraciła swoje pierwotne znaczenie. W dziele Matthäusa Meriana pt. „Topographia Bohemiae, Moraviae et Silesiae” z 1650 roku miejscowość wymieniona jest pod zgermanizowanymi nazwami Liessau oraz Lissa.
Obecną nazwę polską oraz niemiecką Polnisch Lissa podają liczne niemieckie źródła z XIX wieku. Statystyczny opis Prus z roku 1837 notuje „Polnisch-Lissa (Leszno)”.
Nazwę Polnisch Lissa, Lissa oraz Leszno notuje Słownik geograficzny Królestwa Polskiego wydany w latach 1880–1902. Niemiecki leksykon geograficzny Neumanna wydany w 1905 roku notuje nazwę Polnisch Lissa oraz Lissa in Posen.

## Historia

### Średniowiecze
Miejscowość pierwotnie była wsią związaną z Wielkopolską. Ma metrykę średniowieczną i istnieje co najmniej od końca XIV wieku. Pierwsza wzmianka historyczna o Lesznie pochodzi z 1394 roku. Wówczas osada Leszczno stanowiła własność Stefana z Karnina, który używał pieczęci herbu Wieniawa. Zgodnie z modą, jaka panowała wśród polskiej szlachty, ród Wieniawitów przybrał nazwisko Leszczyńscy utworzone przez dodanie do nazwy rodowej miejscowości końcówki -ski.
W średniowieczu w miejscu obecnego miasta Leszno istniały małe, osobne osady Leszczno i Leszczynko, a obecne dzielnice miejskie były osobnymi wsiami. W 1397 dziedzic w Lesznie Stefan Karmiński oraz Szymon z Grunowa (obecnie dzielnica Leszna Gronowo) toczyli proces sądowy o granice pomiędzy Lesznem a Grunowem. Granicę mieli wytyczyć arbitrzy przedstawieni przez obie strony. Kolejny proces graniczny odnotowano w 1414, kiedy Jakusz Wyciążkowski oskarżył Stefana z Leszna o zniszczenie trzech kopców granicznych. W 1408 miejscowość była siedzibą własnej parafii. W 1496 należała do lokalnej szlachty wielkopolskiej i leżała w powiecie wschowskim Korony Królestwa Polskiego.

### Wiek XVI i XVII
Z 1507 roku pochodzi pierwsze świadectwo istnienia osiedla żydowskiego w Lesznie. W początkach XVI w. Leszno stało się znaczącym centrum reformacji. W 1510 miejscowość należała do dekanatu Wschowa.
Wieś, a później także miasto, wielokrotnie odnotowały historyczne dokumenty prawne, a także księgi podatkowe dzięki czemu można odtworzyć panujące w niej stosunki społeczne i własnościowe. W 1510 Leszno było wsią liczącą 14 łanów osiadłych, 10 zagrodników, trzy folwarki dziedziców oraz jeden łan należący do miejscowego plebana. W 1535 miał w miejscowości pobór podatków od 13 łanów, 3 prętów, karczmy. W 1564 Leszno liczyło 13 łanów i 3 pręty. W 1566 odbył się pobór z miasta Leszna z majętności należącej do pani Barbary Leszczyńskiej liczącej 13,5 łana, w której pracowało 26 rzemieślników, 13 zagrodników. Odnotowano także w miejscowości wiatraki. Miejscowy piwowar zapłacił za cały rok 30 florenów. Miasto płaciło także podwójny szos wynoszący 7 florenów i 6 groszy. W 1579 z miasta Leszna pobrano podatki od 84 domów, 12 łanów i 3 prętów, 13 komorników z bydłem, 10 komorników bez bydła, dwóch owczarzy wypasających 138 owiec, 57 rzemieślników, 11 komorników, jednej biednej wdowy, a także od 5 wiatraków, dwóch karczmarzy, oraz od wyszynkowanych trzech beczek gorzałki.
Wielkopolskie Leszno leżało blisko granicy z Dolnym Śląskiem. W 1528 wytyczano granice pomiędzy Koroną Królestwa Polskiego a księstwem głogowskim. Z powodu niekorzystnych warunków terenowych podjęto wtedy decyzję, że granice pomiędzy Lesznem, Lasocicami i Rydzyną leżącymi w Koronie a miejscowościami leżącymi w księstwie: Stropen (obecnie Strupin), Seifersdorf (obecnie Radosław), Crosen (niem. Kraschen, obecnie Chróścina) oraz Heyersdorf (niem. Heinzendorf, obecnie Witoszyce), zostaną wytyczone, kiedy będzie sucho lub gdy przyjdzie mróz.
Do 1547 civitas Leszno rozwijało się w cieniu większych, starszych, bogatszych i uprzywilejowanych ośrodków takich jak: Wschowa, Kościan, Osieczna, Święciechowa. W 1547 król polski Zygmunt II August zezwolił kasztelanowi Rafałowi IV Leszczyńskiemu na założenie w jego wsi Leszno miasta na prawie magdeburskim o tej samej nazwie. Mieszczanie mieli być w nim sądzeni na prawie niemieckim przez wójta, który z kolei miał być sądzony przez dziedzica. W mieście mogły odbywać się trzy jarmarki: w niedzielę po Wniebowstąpieniu, 12 sierpnia na św. Klarę, 19 listopada na św. Elżbietę [19 XI] oraz cotygodniowe targi poniedziałkowe. W 1549 mieszczanie otrzymali prawa miejskie. W ławie miejskiej oprócz mieszczan zasiadali dwaj chłopi ze wsi Leszno. Miasto uzyskało prawo handlu solą, po 15 latach jej sprzedaży miała zostać ustalona wysokość czynszu należnego z tego tytułu miejscowym dziedzicom. Miasto miało także przydzielone dwie ławy chlebowe, dwie szewskie oraz dwie jatki, postrzygalnię sukna, wagę oraz publiczną łaźnię, w której ubodzy z miejskiego szpitala w każdą sobotę mieli prawo do darmowej kąpieli. Mieszczanom lesznieńskim przysługiwał 15 letni okres wolnizny na zagospodarowanie, po którym mieli dopiero płacić podatki. Zostali oni także zwolnieni z powinności wobec dworu. Tylko ci, którzy nie mieli stałej pracy lub nie trudnili się rzemiosłem mieli pracować dla dziedziców po 6 dni w roku. W 1561 w mieście założony został szpital miejski pod wezwaniem św. Ducha i św. Barbary. W 1565 założone zostało także Gimnazjum w Lesznie, w którym wykładali między innymi Jan Ámos Komenský oraz Jan Jonston..

#### Bracia czescy
Osiedlenie Braci czeskich (1516) oraz sprowadzenie tkaczy śląskich do miasta spowodowały szybki rozwój Leszna. W 1626 Bracia czescy utworzyli tu szkołę wyższą, z tego też roku pochodzi zachowana synagoga, a ok. 1633 powstała tu również parafia ewangelicka (luterańska). W latach 1638–1647 mieszkał tu teolog i poeta Johann Heermann i tu został pochowany. XVII-wieczne Leszno było największym w Wielkopolsce ośrodkiem drukarstwa, związanym z działalnością miejscowych ewangelików (wśród których przeważali uchodźcy z pobliskiego Śląska). W latach 1636–1639 nastąpiło znaczne powiększenie obszaru miasta, otoczono je nowymi fortyfikacjami ziemno-bastionowymi. Cztery Bramy (północna Kościańska, wschodnia Osiecka, zachodnia Święciechowska i południowa Rydzyńska) łączyły miasto z przedmieściami. W mieście odbywały się liczne jarmarki, mieszczanie korzystali ze zwolnień i udogodnień podatkowych. Towary produkowane w Lesznie eksportowane były do Saksonii, Rosji i na Litwę. Okres rozwoju miasta zbiegł się w czasie z okresem podziału chrześcijaństwa, walk religijnych i prześladowań. Właśnie takie ośrodki jak Leszno pozwoliły uzyskać Polsce status kraju „bez stosów”. W Lesznie współżyły cztery wyznania: bracia czescy, luteranie, katolicy oraz żydzi. Leszno stało się w czasach nowożytnych również ośrodkiem życia naukowego. Będąc jeszcze pod względem ludności miasteczkiem potrafiło się ufortyfikować oraz założyć sieć wodociągową. Leszno stało się od tego momentu drugim, po Poznaniu, miastem Wielkopolski. Stan ten nienaruszalnie zachował się aż do rozbiorów.
Ćwierćwiecze 1630–1656 to nie jedyny „złoty okres” dla tej miejscowości. Pojęcie to odnosi się także do lat po odbudowie i rewitalizacji miasta po wielokrotnych pożarach i wojnach. Władze wraz z właścicielami dbali skutecznie o miasto. Stwarzano wiele urzędów, które pomagały w rozwoju handlowym, społecznym, terytorialnym, stratygraficznym, ale także estetycznym, kulturowym. Leszno czasów nowożytnych nie było tylko jednym z głównych ośrodków produkcji tekstylnej, ale zarazem swego rodzaju szkołą przemysłową w tej dziedzinie. Tutaj powstawały wzory organizacyjne i produkcyjne sukiennictwa. Uczyli się w Lesznie rzemiosła liczni przybysze z różnych miast nie tylko polskich (jak Gdańsk, Poznań czy Kraków), lecz także zagranicznych (Berlin, Augsburg, Królewiec, Lubeka czy Lipsk).
Obok innych szkół, w mieście działało gimnazjum akademickie z bogatą biblioteką i teatrem. Znaczącą postacią leszczyńskiego środowiska naukowego o uniwersalnym wymiarze był reformator pedagogiki Jan Ámos Komenský, a obok niego także inni uczeni, jak Jan Jonston czy Daniel Ernest Jabłoński, współzałożyciel Berlińskiej Akademii Nauk. W leszczyńskich szkołach w II poł. XVIII w. uczyło się jednocześnie kilkuset uczniów. Wraz z Lesznem rozwijała się cała Wielkopolska. Stała się ona najwyżej rozwiniętym gospodarczo regionem w przedrozbiorowej Polsce.
Złoty okres dla Leszna zakończył się w kwietniu 1656, gdy miasto zostało spalone i zniszczone, a część mieszkańców wymordowana przez wojska wierne królowi Janowi Kazimierzowi za wpuszczenie przez większość protestancką Szwedów. Ponownie spalone w 1707 przez armie saską. W roku 1709 zaraza zdziesiątkowała mieszkańców.

### Okres rozbiorów i odzyskania niepodległości

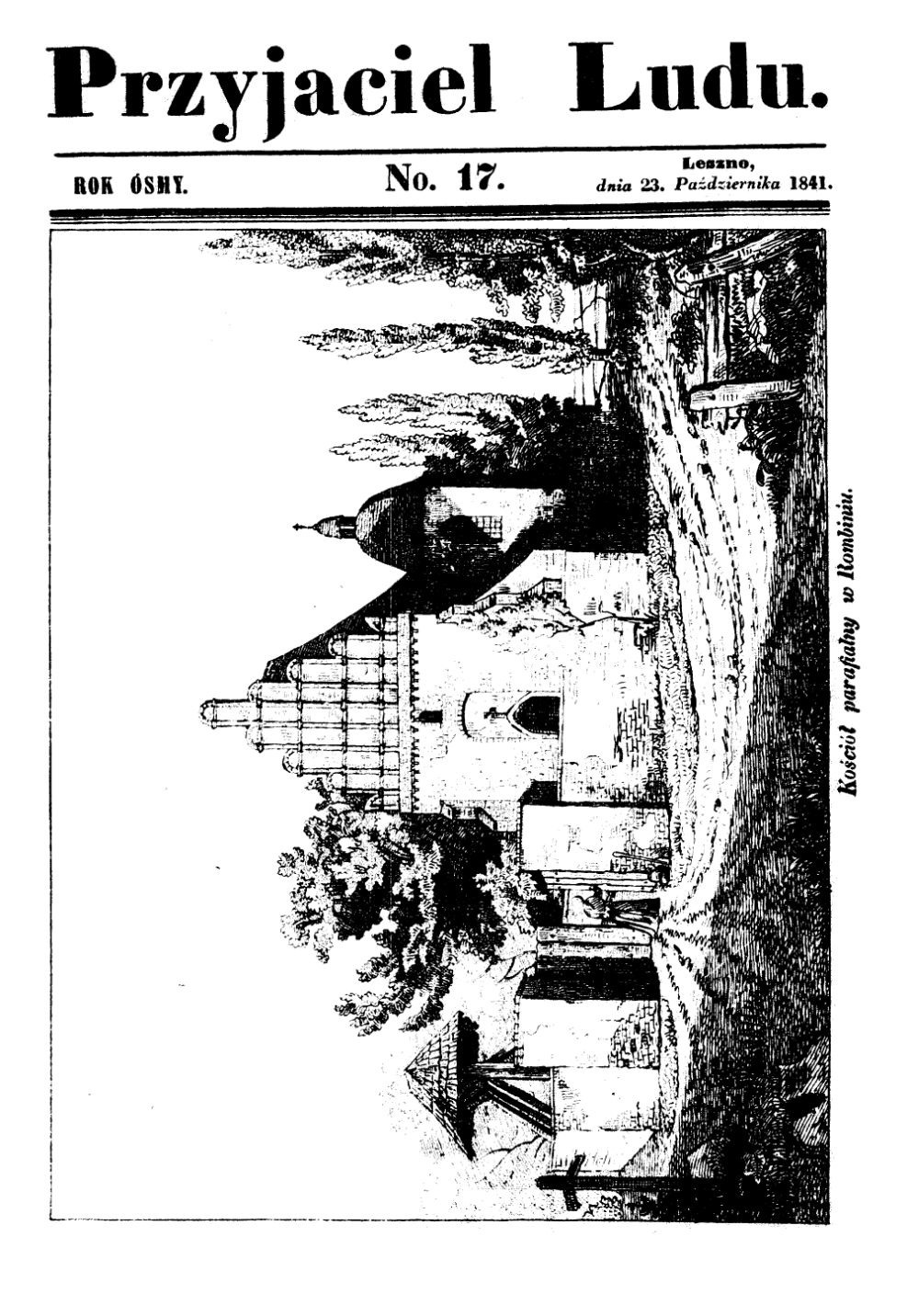
Okładka leszczyńskiego pisma „Przyjaciel Ludu” z 23 X 1841, na której widoczny jest kościół w Rąbiniu.

W wyniku drugiego rozbioru Polski w 1793 r. Leszno zostało wcielone do Prus i przemianowano jego nazwę na Lissa. W tym okresie miasto dotknęły dwa wielkie pożary – w 1767 i 1790. Leszno dzieliło losy Wielkopolski, którą Berlin zamierzał zintegrować z państwem pruskim jako jego rolnicze zaplecze. Leszno utraciło swoją unikalną pozycję kulturalną, jednak nadal pozostawało silnym i ważnym ośrodkiem na mapie Wielkopolski. Miasto unowocześniało się, rozwijało pod względem urbanistycznym. Wobec utworzenia granicy celnej z większością ziem dawnej Rzeczypospolitej znikła jednak możliwość dalszego rozwoju sukiennictwa i płóciennictwa, straciły także swoje znaczenie młynarstwo i handel zbożem. Aktywność gospodarcza trwała, ale już w innych warunkach.
Polacy związani z Lesznem publikowali w mieście polską prasę i książki. W latach 1834–1849 w mieście wychodziło polskie ilustrowane czasopismo Przyjaciel Ludu. W latach 1841–1847 polski historyk, geograf i statystyk Stanisław Plater napisał i wydał w mieście dwa tomy Małej Encyklopedii Polskiej, jednej z pierwszych dziewiętnastowiecznych polskich encyklopedii ogólnych  .
Od XIX w. w Lesznie dominowała ludność niepolska (aż do okresu po odzyskaniu niepodległości), przede wszystkim napływowa niemieckojęzyczna i protestancka. Wraz z procesami uprzemysłowienia nowym zjawiskiem stał się stopniowy przyrost ludności polskiej, który zbiegł się z rozwojem polskiej i niemieckiej świadomości narodowej oraz zarysowaniem się konfliktów narodowościowych. Jeszcze w I poł. XIX w. nie przynosiło to znacznego zachwiania tradycyjnego współżycia. Kontynuowana była działalność naukowa, gdzie Leszno, oprócz Poznania, było w Wielkopolsce największym ośrodkiem wydawniczym i oświatowo-kulturalnym. II poł. XIX w. była okresem narastającej polityki germanizacyjnej, nasilonej w szczególności po zjednoczeniu Niemiec w 1871. W latach 1876–1900 usunięto język polski z gimnazjum, zaczęto zwalniać polskich nauczycieli i zastępowano ich Niemcami. Działania te wywołały opór wśród ludności polskiej, która organizowała strajki szkolne i prowadziła działalność konspiracyjną. W 1905 w mieście mieszkało 16 021 osób, w tym 79,2% Niemców (w zdecydowanej większości napływowi w okresie zaborów w celach germanizacji tę część ziem polskich), 13,7% Polaków i 6,2% Żydów. 53,1% mieszkańców było ewangelikami, 39,8% – katolikami.

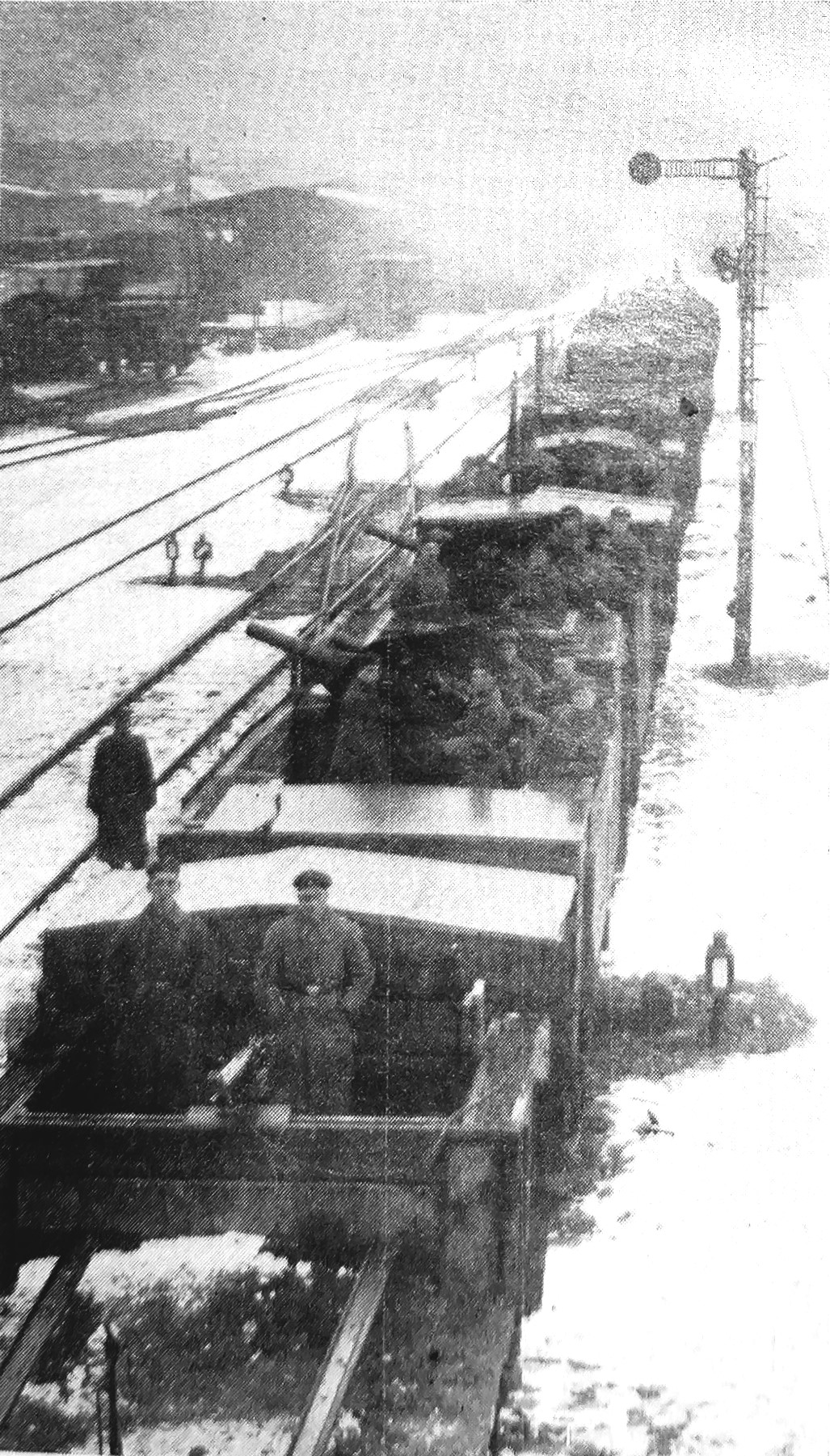
Pociąg pancerny na stacji podczas ochrony granicy w 1919 roku.

Jeden z dwóch stacjonujących tu niemieckich pociągów pancernych batalionu inżynieryjnego był zawsze pod parą i gotowy do walki na miejscowej stacji kolejowej podczas tzw. ochrony Grenzschutz po wojnie światowej. Wielu leszczynian wzięło udział w walkach Powstania Wielkopolskiego 1918/1919 r. W warunkach przewagi ludności niemieckiej w mieście powstańcom nie udało się go opanować. Do Polski miasto powróciło na mocy traktatu wersalskiego 17 stycznia 1920.

### Okres międzywojenny
Po I wojnie światowej Leszno znowu stało się częścią odrodzonego państwa polskiego. W okresie międzywojennym miasto było ważnym węzłem komunikacyjnym (biegły tu linie kolejowe Rawicz – Poznań, Zbąszyń – Leszno, Leszno – Ostrów Wielkopolski, Jarocin – Leszno, krzyżowały się też linie tranzytowe do Wrocławia i Głogowa). Rozwinięte były handel i przemysł: młyny, browary, tartaki, garbarnie, fabryka produktów chemicznych, produkowano wyroby włókiennicze, maszyny, wagi i fortepiany, cukier i eksploatowano kredę.
W okresie 20-lecia międzywojennego z Leszna odpłynęła ludność niemiecka. W 1919 r. Polacy stanowili ok. 70% mieszkańców miasta, a w 1939 już ok. 90%.
W latach 1923–27 w Lesznie lub sąsiedniej wsi Strzeżewice odnaleziono wczesnośredniowieczny skarb srebrny.
W latach 1937–1954 miasto było siedzibą wiejskiej gminy Leszno.

### II wojna światowa
Po wybuchu II wojny światowej Leszno zajęte przez wojska niemieckie zostało wcielone do III Rzeszy. Ponownie nadano mu zgermanizowaną nazwę Lissa i administracyjnie włączono je do Kraju Warty. Niemcy, w ramach operacji Tannenberg, 21 października 1939 rozstrzelali 20 Polaków, a następnie dokonano masowych wysiedleń ludności (ok. 80% mieszkańców) do Generalnego Gubernatorstwa. Na terenie miasta funkcjonowały dwa obozy pracy przymusowej dla Polaków i Żydów. W roku 1940 ruszyły prace nad planem kompleksowej przebudowy miasta. Wyznaczono nowe drogi przelotowe przez miasto, a także sektory pod przyszłe zabudowy przemysłową oraz mieszkalną i tereny zielone. Powstały dwie wersje planu: w 1940 roku autorstwa R. Kühna oraz prof. E. Jobsta Siedlera w roku 1942. Żadne z założeń planu nie zostało zrealizowane. Oprócz tego, na polach na północny wschód od miasta, jesienią 1939 roku rozpoczęto budowę zakładów amunicyjnych wojsk lądowych (według niemieckiej nomenklatury Heeres-Munitionsanstalt, w skrócie Muna), ale przerwano ją zimą 1941 roku po alianckich lotach zwiadowczych. Miasto zostało zdobyte 31 stycznia 1945 roku przez oddziały 120 korpusu armijnego 3 armii gwardii 1 Frontu Ukraińskiego kończąc okupację niemiecką (mogiła poległych w walkach znajdowała się na ul. Lipowej, róg Starozamkowej, skąd zostali ekshumowani w 1949 roku; w miejscu tym stanął Pomnik Wdzięczności).

### Okres po II wojnie światowej
Po zakończeniu wojny nastąpiły rozbudowa i przebudowa miasta. Powstało jedno z największych w Europie lotnisk szybowcowych. W czerwcu 1958 roku odbyły się na nim VII Szybowcowe Mistrzostwa Świata, które otworzył ówczesny prezes honorowy Aeroklubu, premier Józef Cyrankiewicz. W 1971 wybudowano dworce kolejowy i autobusowy, powstało wiele osiedli mieszkaniowych (Osiedla: Grunwald, Sułkowskiego, Przyjaźni, Wieniawa), miasto zyskało szeroką arterię al. Konstytucji 3 Maja, która wyprowadziła ruch poza centrum miasta, wybudowano halę widowiskową Trapez na 800 miejsc, ścieżki rowerowe. W latach 1975–1998 Leszno było stolicą województwa leszczyńskiego. 1 sierpnia 1977 zgodnie z rozporządzeniem Ministra Administracji, Gospodarki Terenowej i Ochrony Środowiska w granice administracyjne miasta włączono część wsi: Gronowo (596 ha) z gminy Lipno oraz z gminy Święciechowa wsie: Strzyżewice (254 ha) razem z terenami lotniska i grunty należące do wsi Święciechowa (prawie 5 ha) oraz wieś Zaborowo razem z przynależącymi do niej gruntami rolnymi (371 ha). Powierzchnia miasta wzrosła z 1950 do 3176 ha, a liczba mieszkańców z ok. 39 tys. do prawie 44 tys. W okresie PRL-u powstało wiele przedsiębiorstw przemysłowych, co podniosło rangę miasta w skali kraju. Stało się ono także ważnym węzłem tranzytowym, szczególnie w transporcie kolejowym.

### Okres po 1989 roku
W roku 1993 otwarto w Lesznie pierwszy w Polsce park wodny – krytą pływalnię Akwawit, wybudowaną przez Przedsiębiorstwo Przemysłu Fermentacyjnego Akwawit w Lesznie. Od 1 stycznia 1999 roku jest miastem na prawach powiatu grodzkiego. W roku 2016 w Lesznie powstał pierwszy od 40 lat nowy teatr publiczny w Polsce, który otrzymał nazwę Teatr Miejski w Lesznie.

### Kalendarium[44]
- 1393 – Pierwsza wzmianka źródłowa o Lesznie
- 1516 – Do Leszna przybywa pierwsza nieduża grupa Braci Czeskich
- 1547 – Przywilej lokacyjny dla miasta nadany przez króla Zygmunta Starego
- 1573 – Działa szkoła przeznaczona dla Braci Czeskich
- 1606 – Żydzi otrzymują zgodę właściciela miasta na osiedlenie się w Lesznie
- 1618 – Do miasta napływa duża grupa luterańskich rzemieślników, uchodźców ze Śląska
- 1628 – Miasto przyjmuje kolejnych braci czeskich z J.A. Komeńskim, wybitnym teologiem i pedagogiem na czele
- 1631 – Przywilej Zygmunta III Wazy zrównujący w prawach Leszno z największymi miastami Polski
- 1656 – Spalenie miasta w odwet za przyjęcie załogi szwedzkiej podczas Potopu
- 1707 – Spalenie miasta przez wojska saskie[23]
- 1738 – Stanisław Leszczyński sprzedaje Leszno Aleksandrowi Józefowi Sułkowskiemu[23]
- 1790 – Wielki pożar miasta, trzeci w tym stuleciu
- 1793 – W wyniku drugiego zaboru Leszno wcielone do Prus i zdegradowane do roli miasta prowincjonalnego
- 1815 – Na mocy kongresu wiedeńskiego Leszno znajduje się w Wielkim Księstwie Poznańskim pod zaborem pruskim
- 1856 – Wybudowanie linii kolejowej łączącej Leszno z Poznaniem i Wrocławiem
- 1886 – Miasto staje się centrum administracyjnym powiatu leszczyńskiego
- 1920 – Powrót do Polski na mocy traktatu wersalskiego[31]
- 1939–1945 – II wojna światowa, Leszno znajduje się pod okupacją niemiecką
- 1945 – utworzenie obozu pracy nr 125 przez Ministerstwo Bezpieczeństwa Publicznego[45].
- 1947 – Potyczka żołnierzy polskich i radzieckich na dworcu kolejowym w Lesznie
- 1975 – Leszno staje się miastem wojewódzkim
- 1977 – Organizacja centralnych dożynek
- 1990 – Pierwsze demokratyczne wybory do Rady Miejskiej Leszna
- 1993 – otwarcie pływalni Akwawit – pierwszego w Polsce parku wodnego
- 1999 – Polska reforma administracyjna – Leszno miastem powiatowym
- 2013 – Start usługi Google Street View w Lesznie[46][47].
- 2016 – Otwarcie Teatru Miejskiego w Lesznie[48][49].

## Architektura

### Zabytki
- Układ urbanistyczny Starego Miasta
- Barokowy Ratusz na Rynku Staromiejskim
- Bazylika św. Mikołaja
- Kościół św. Jana
- Dawny kościół ewangelicki pw. św. Krzyża
- Kościół Najświętszej Maryi Panny Wniebowziętej z XVII wieku (dawny zbór kalwiński)
- Nowa Synagoga (obecnie Galeria Sztuki)
- Dawne gimnazjum Braci Czeskich z końca XVIII wieku
- Pastorówka z 1. połowy XVIII wieku (obecnie Muzeum Okręgowe)
- Gmach Poczty Polskiej
- Wiatrak „Antoni” z 1705 roku
- Zespół młyna parowego z XIX/XX wieku
- Zespół pałacowy z 2. połowy XIX wieku w Antoninach (osiedle Leszna)

Wybrane zabytki miasta
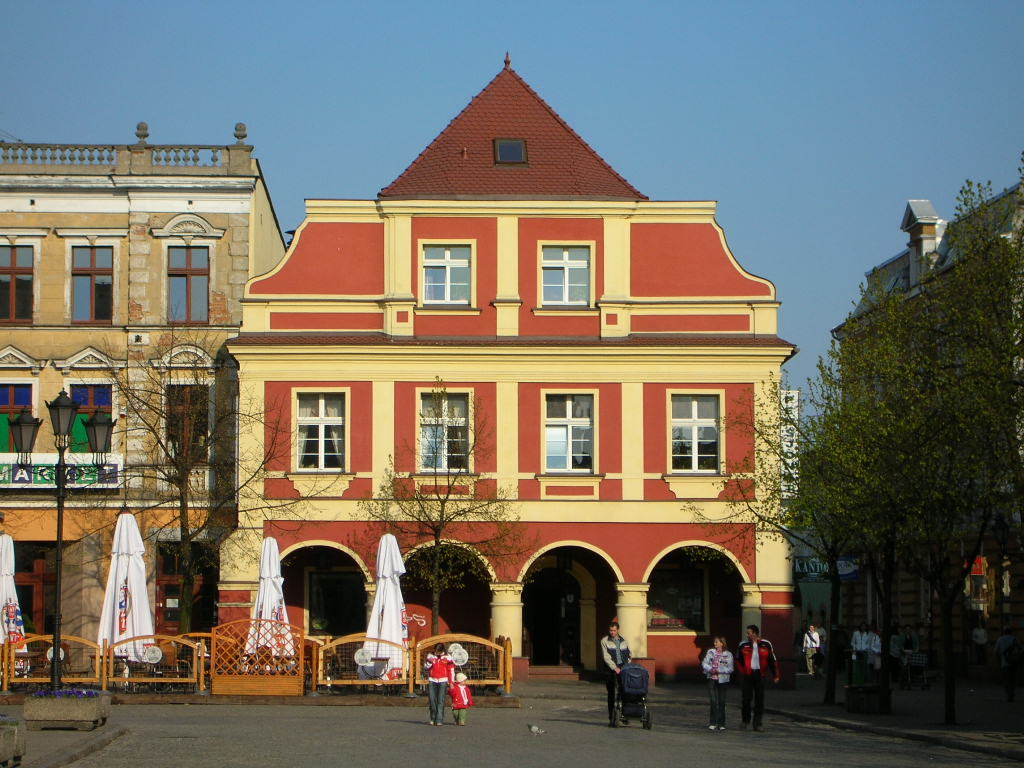
XVII-wieczna kamienica Wieniawa na Rynku Starego Miasta
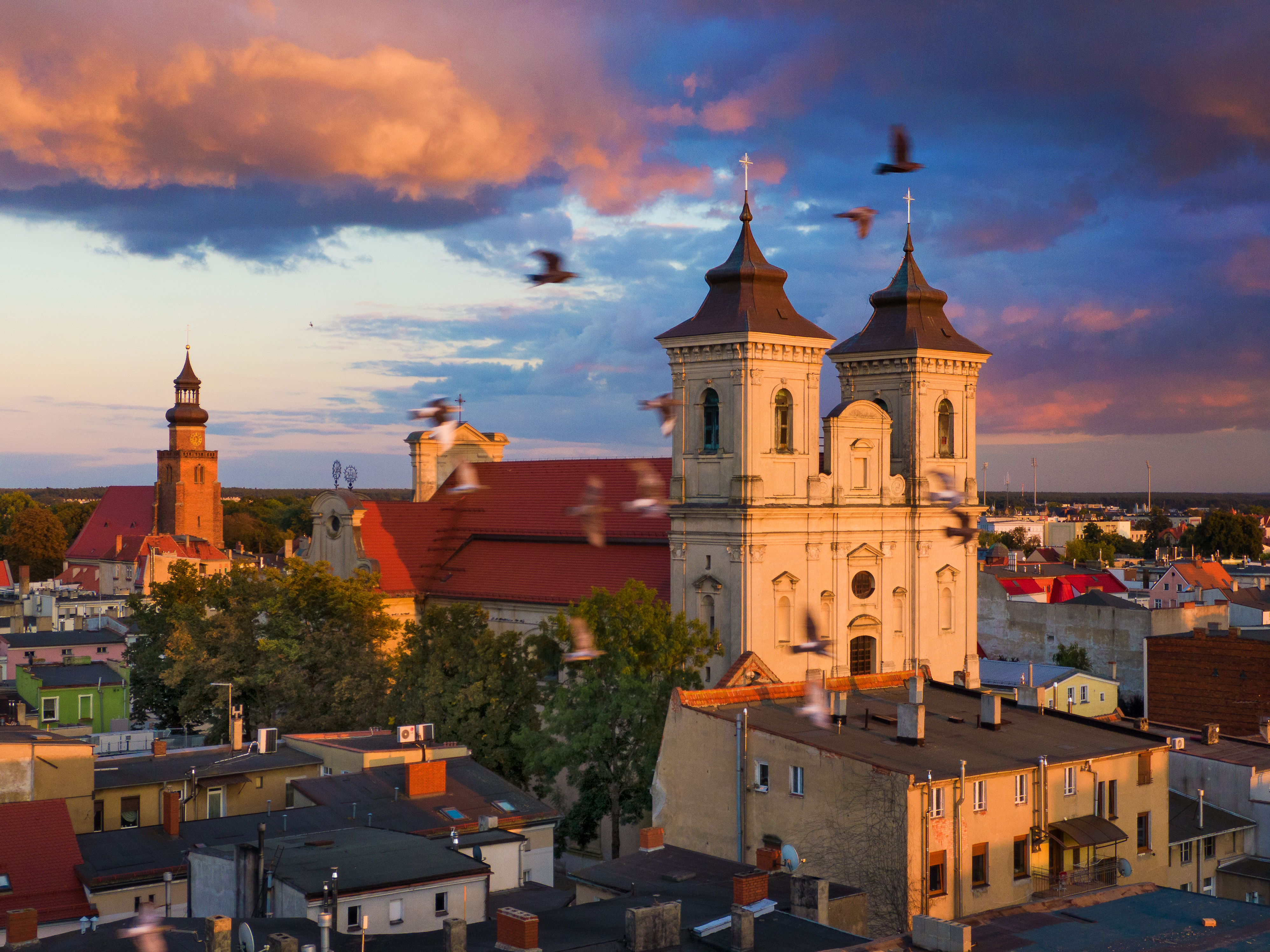
Bazylika św. Mikołaja
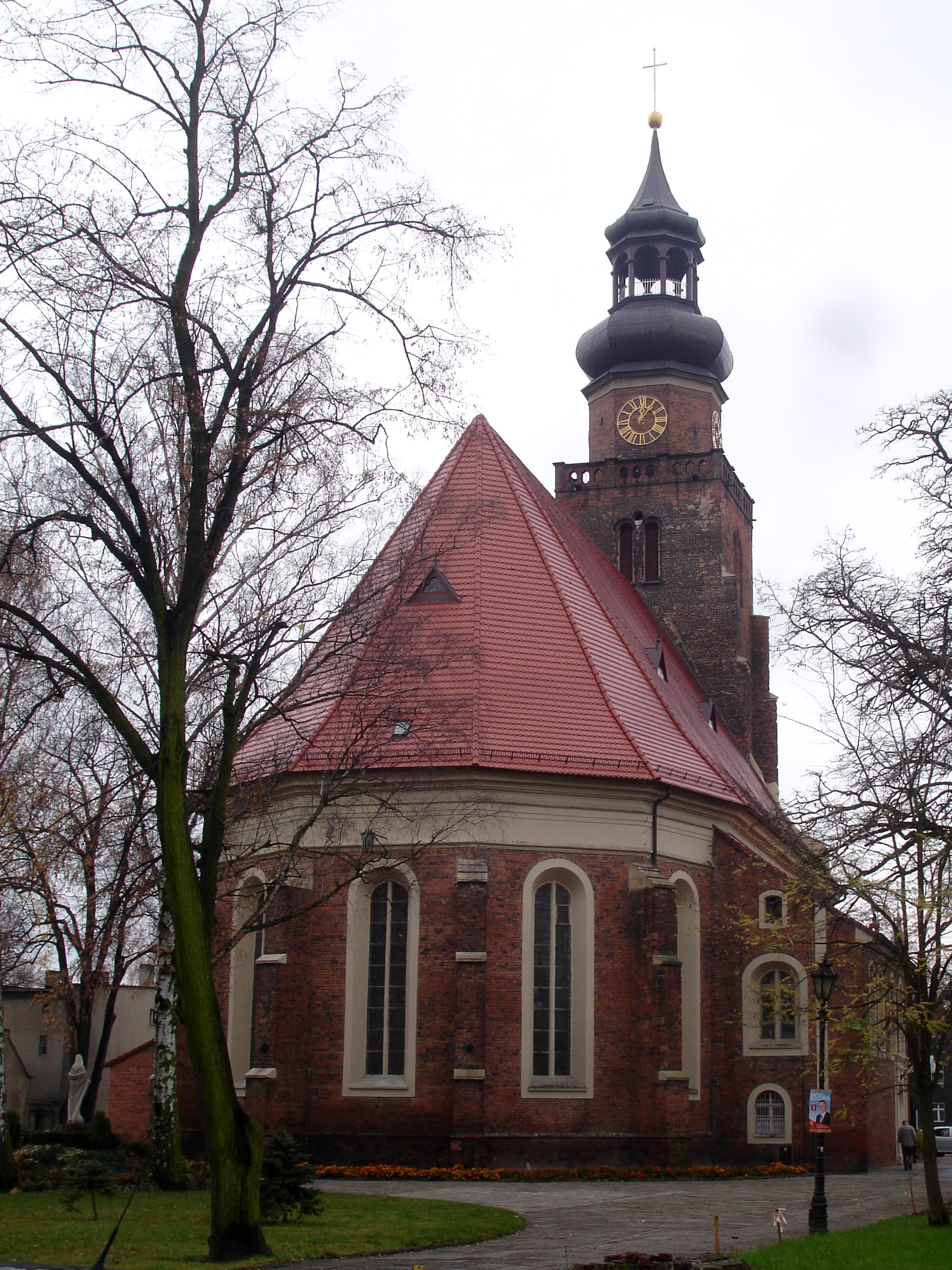
Kościół św. Jana
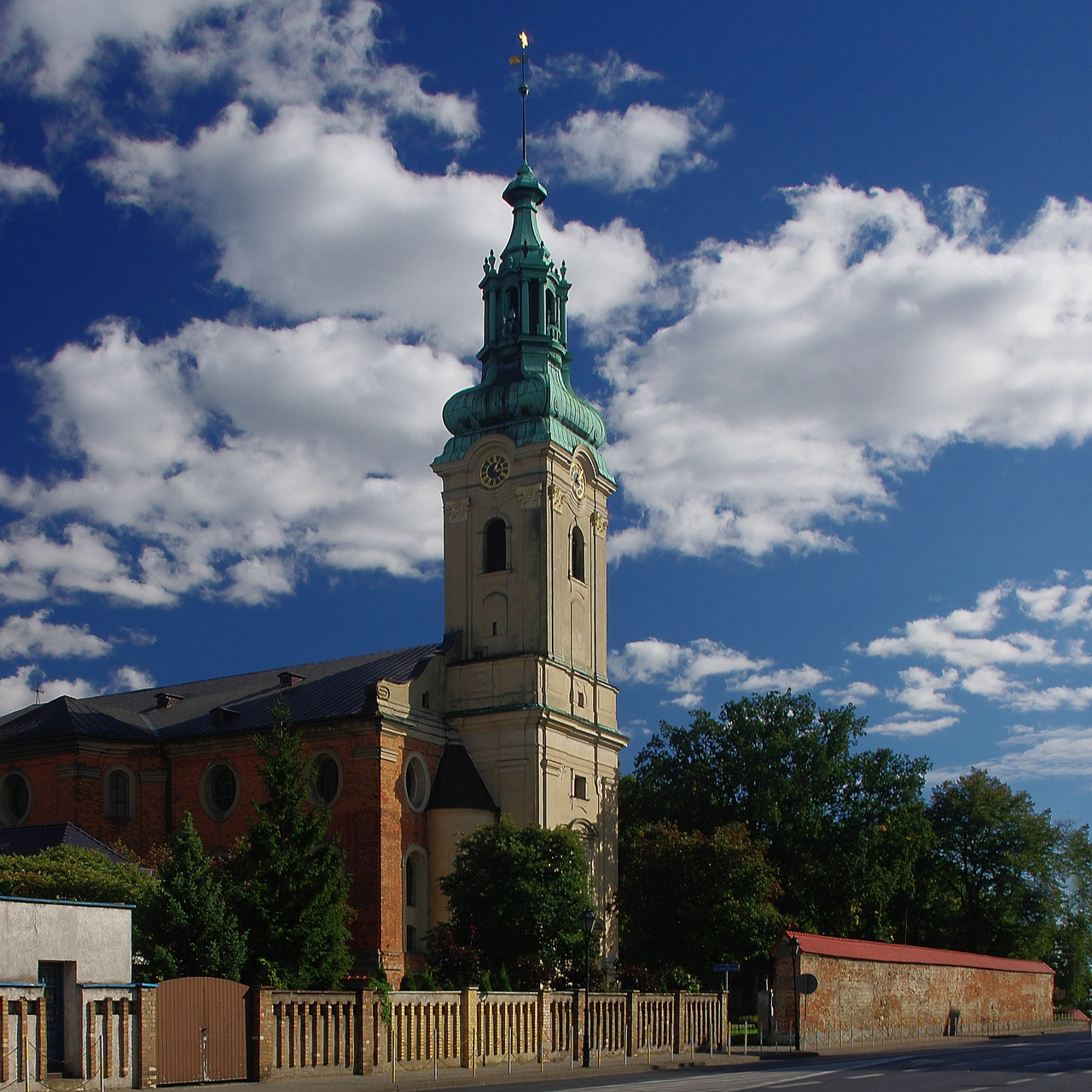
Kościół św. Krzyża
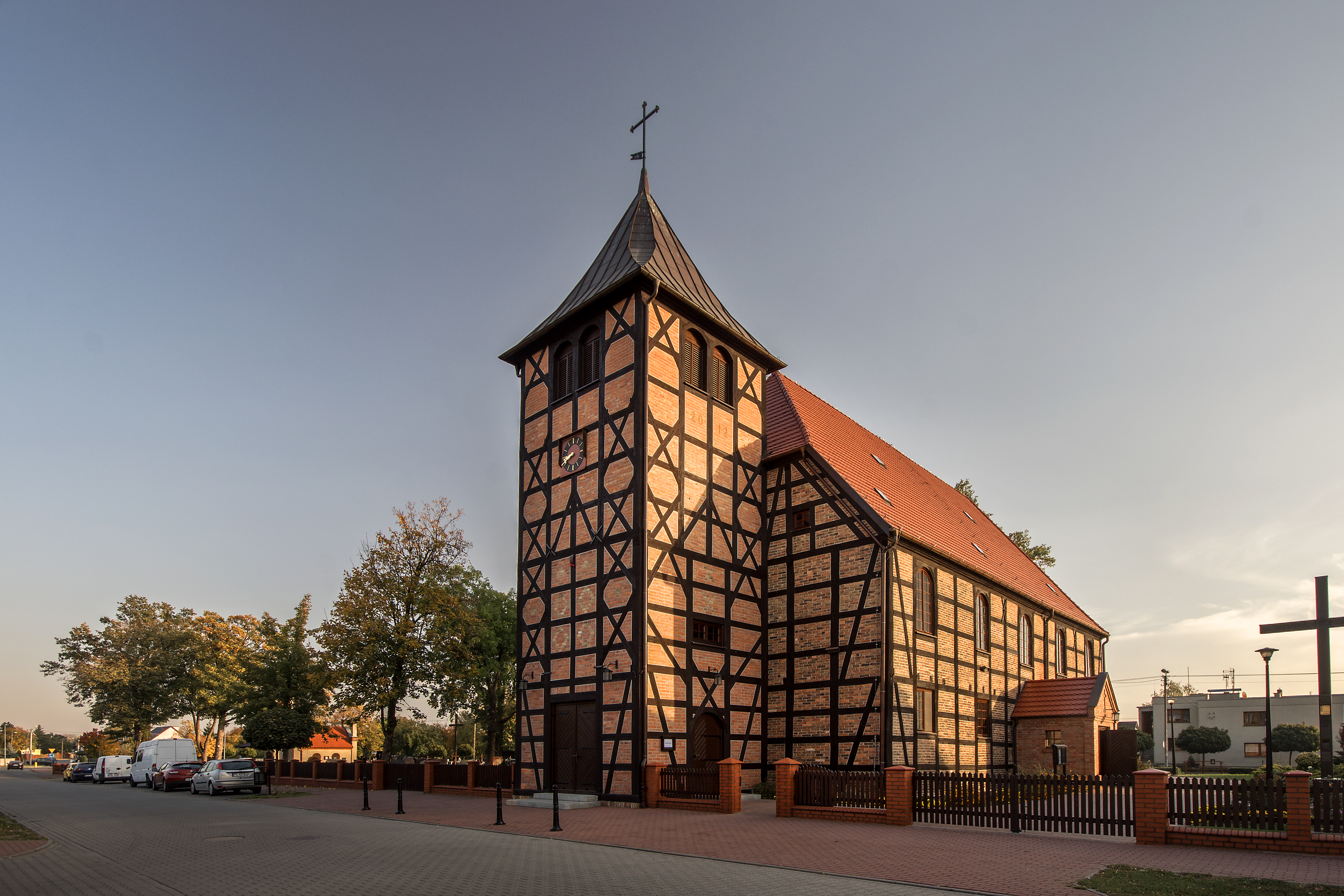
Kościół NMP Wniebowziętej
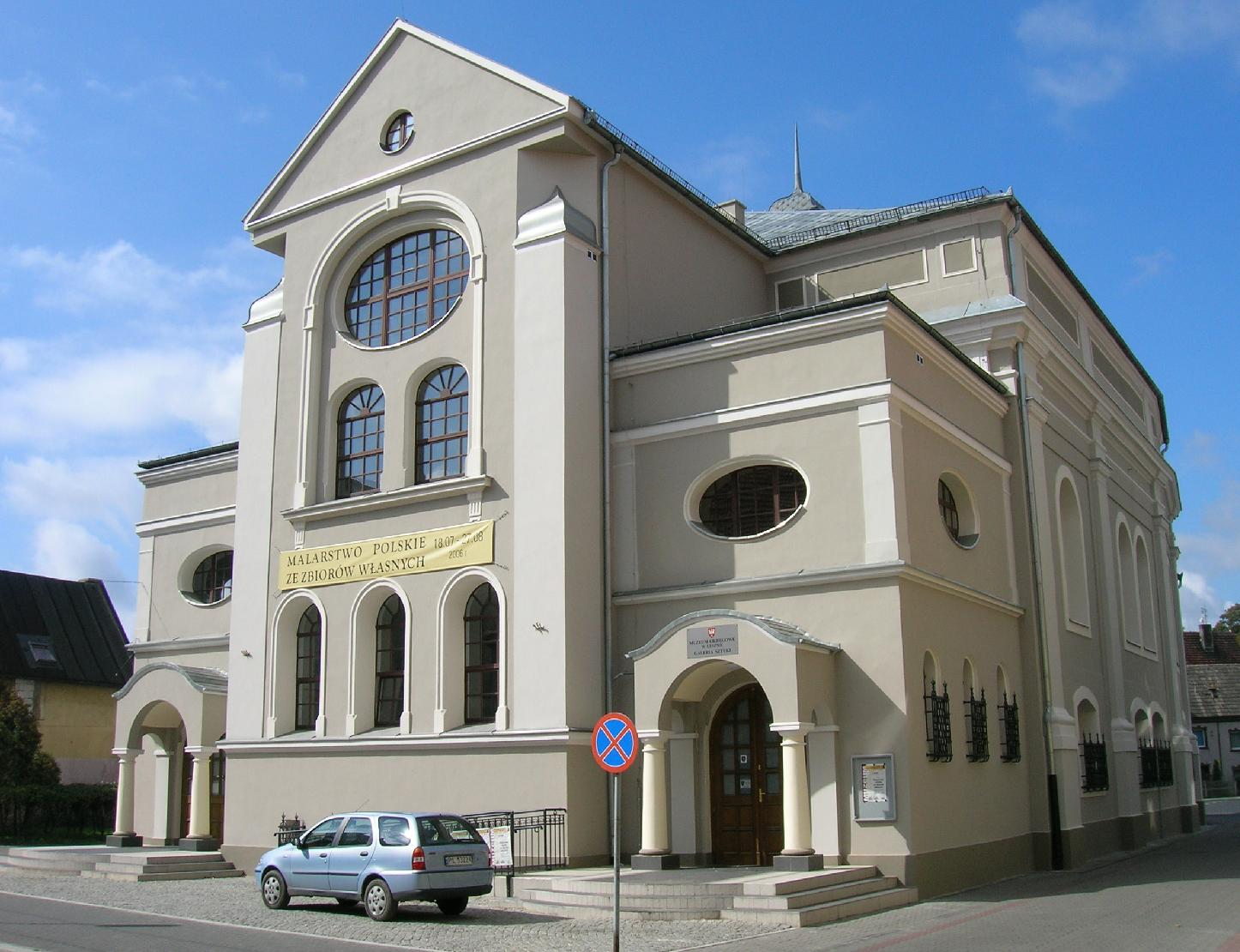
Nowa Synagoga
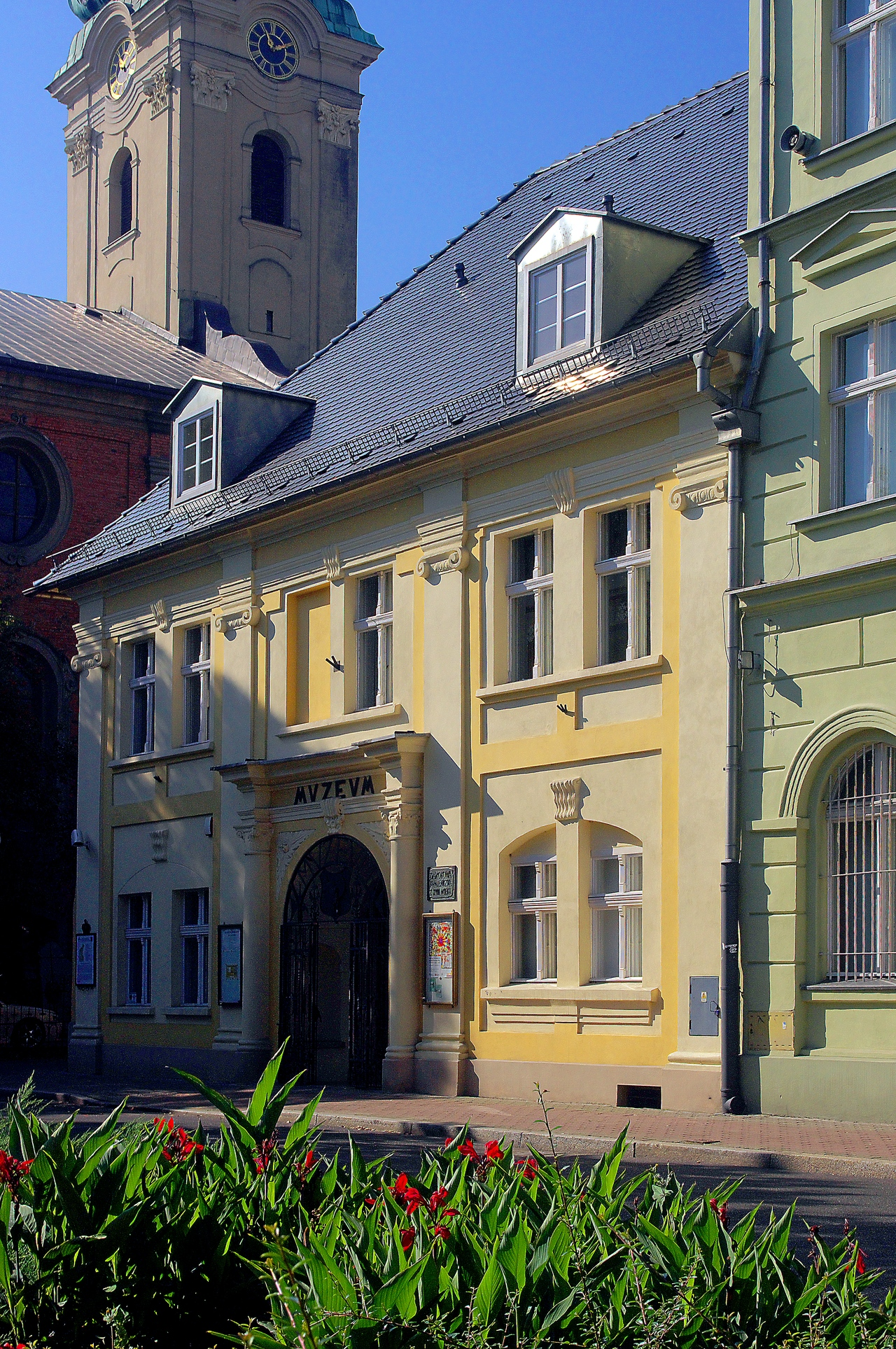
Pastorówka
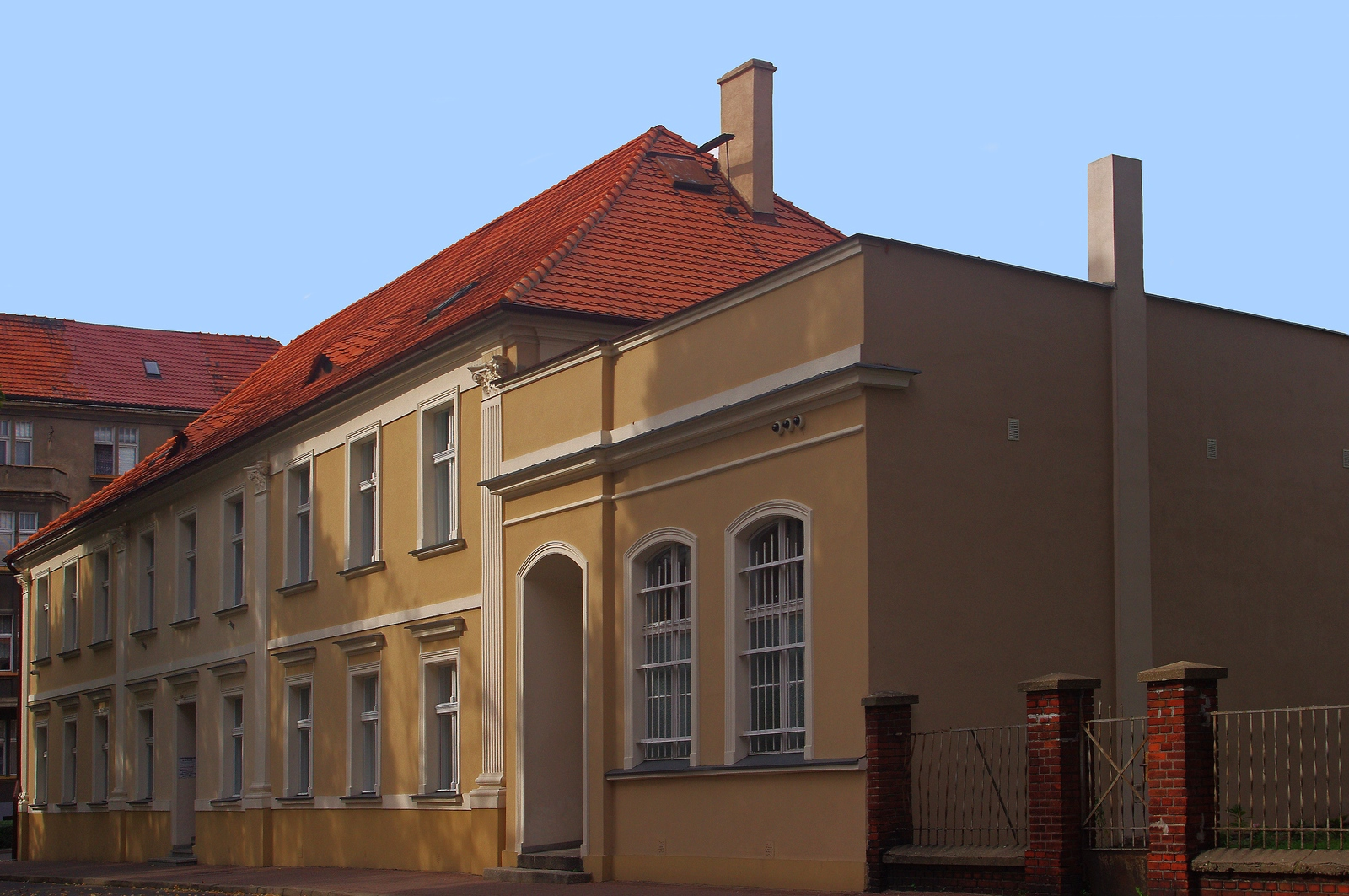
Dawne gimnazjum Braci Czeskich
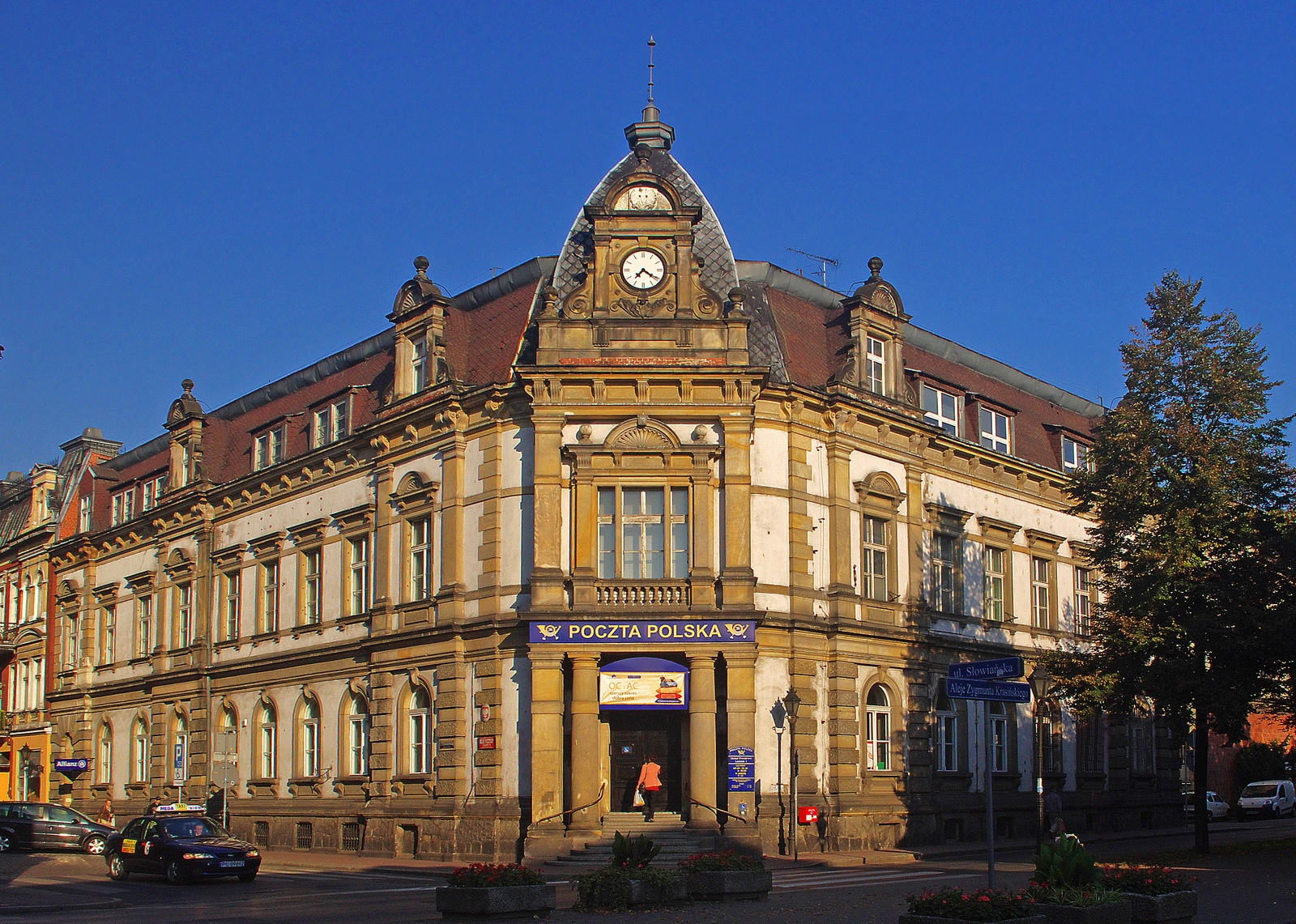
Gmach Poczty Polskiej
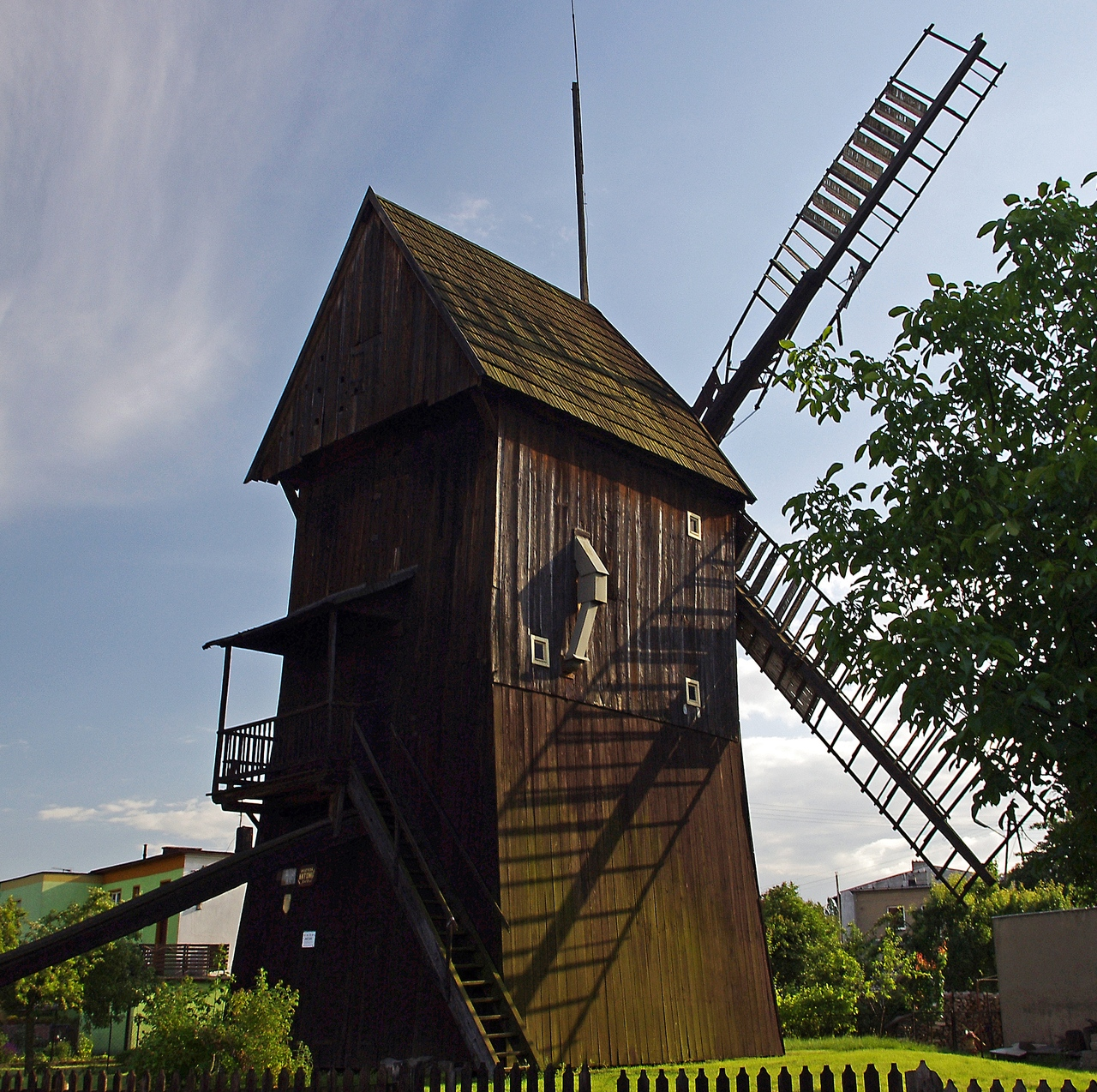
Wiatrak „Antoni”

### Pomniki i tablice pamiątkowe
W Lesznie znajdują się m.in. następujące pomniki i tablice pamiątkowe:
- Pomnik 200-lecia Konstytucji 3 Maja i Odzyskania Niepodległości
- Pomnik Jana Pawła II
- Pomnik Stanisława Grochowiaka
- Pomnik Jana Jonstona
- Pomnik Jana Amosa Komeńskiego
- Pomnik Żołnierzom Garnizonu Leszczyńskiego ku czci żołnierzy poległych w wojnie obronnej 1939[50]
- Pomnik Powstańców Wielkopolskich[50]
- Tablica ku czci księży leszczyńskich zamęczonych w hitlerowskich obozach koncentracyjnych[50]
- Pomnik ku czci pomordowanych jeńców wojennych[50]
- Pomnik Alfreda Smoczyka
- Ławeczka Romana Maciejewskiego
- Pomnik upamiętniający Błękitną Armię gen. J. Hallera

Wybrane pomniki miasta
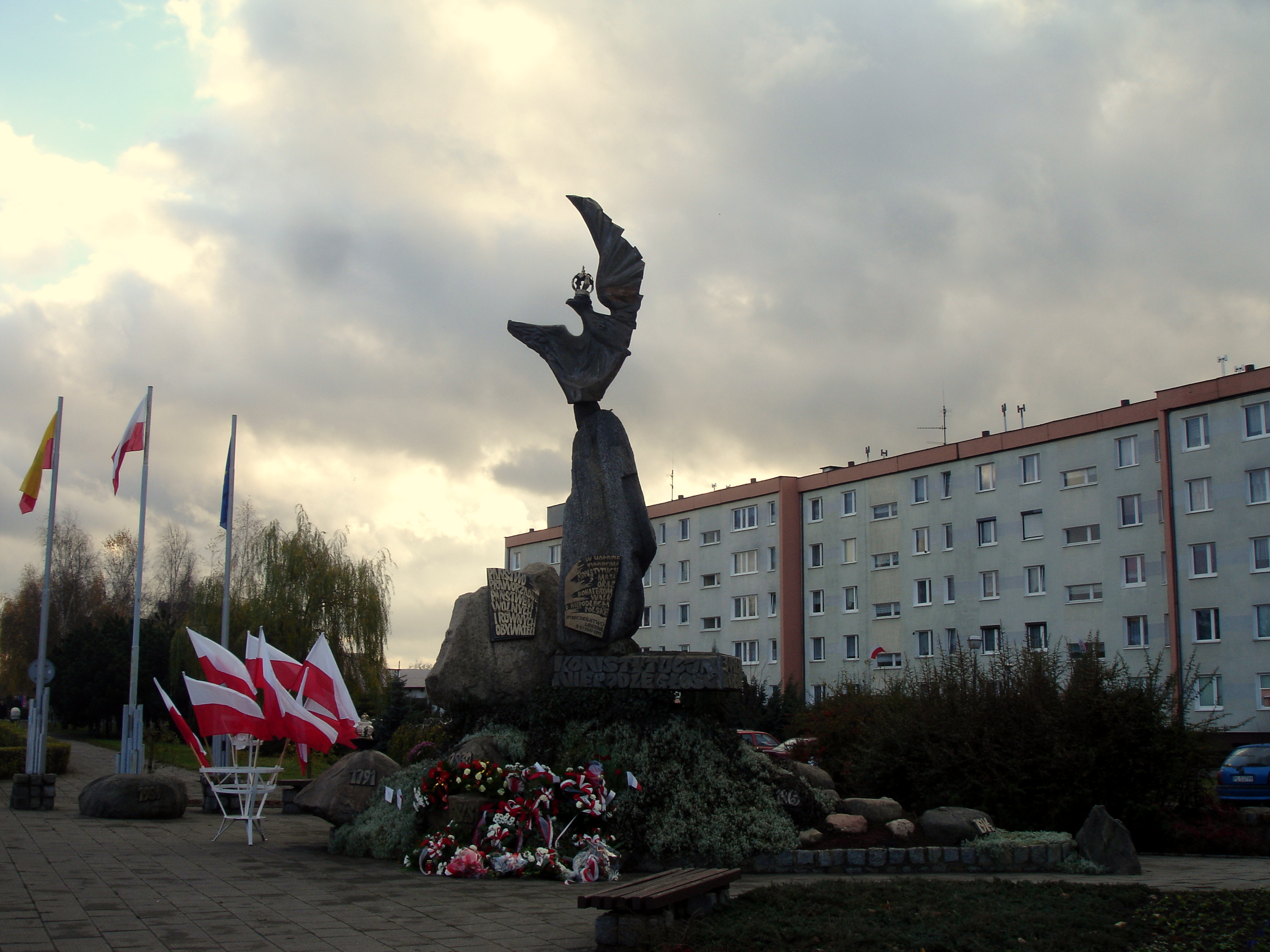
Pomnik 200-lecia Konstytucji 3 Maja i Odzyskania Niepodległości w Lesznie
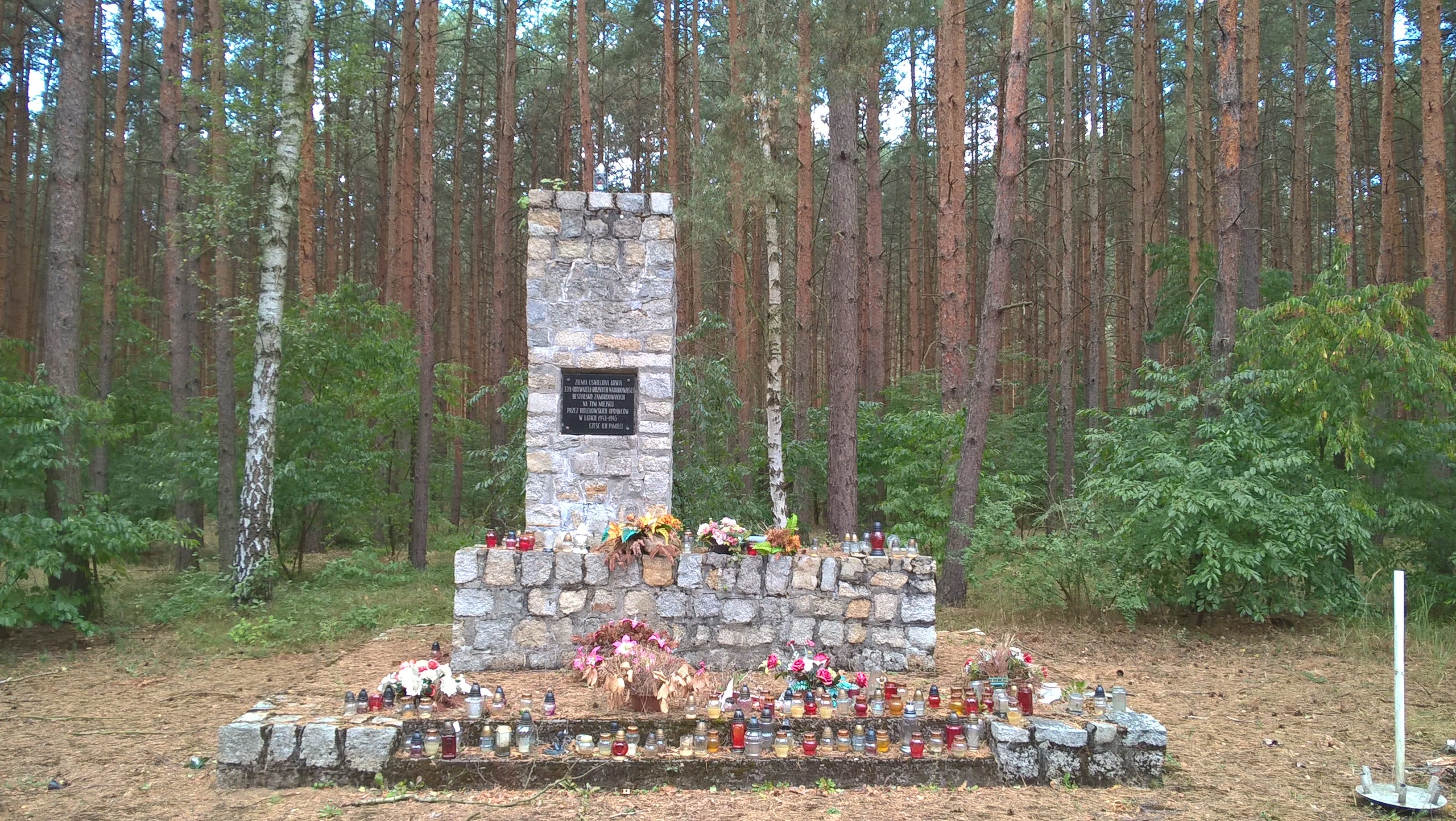
Pomnik upamiętniający miejsce egzekucji 339 więźniów w Lasach Rydzyńskich
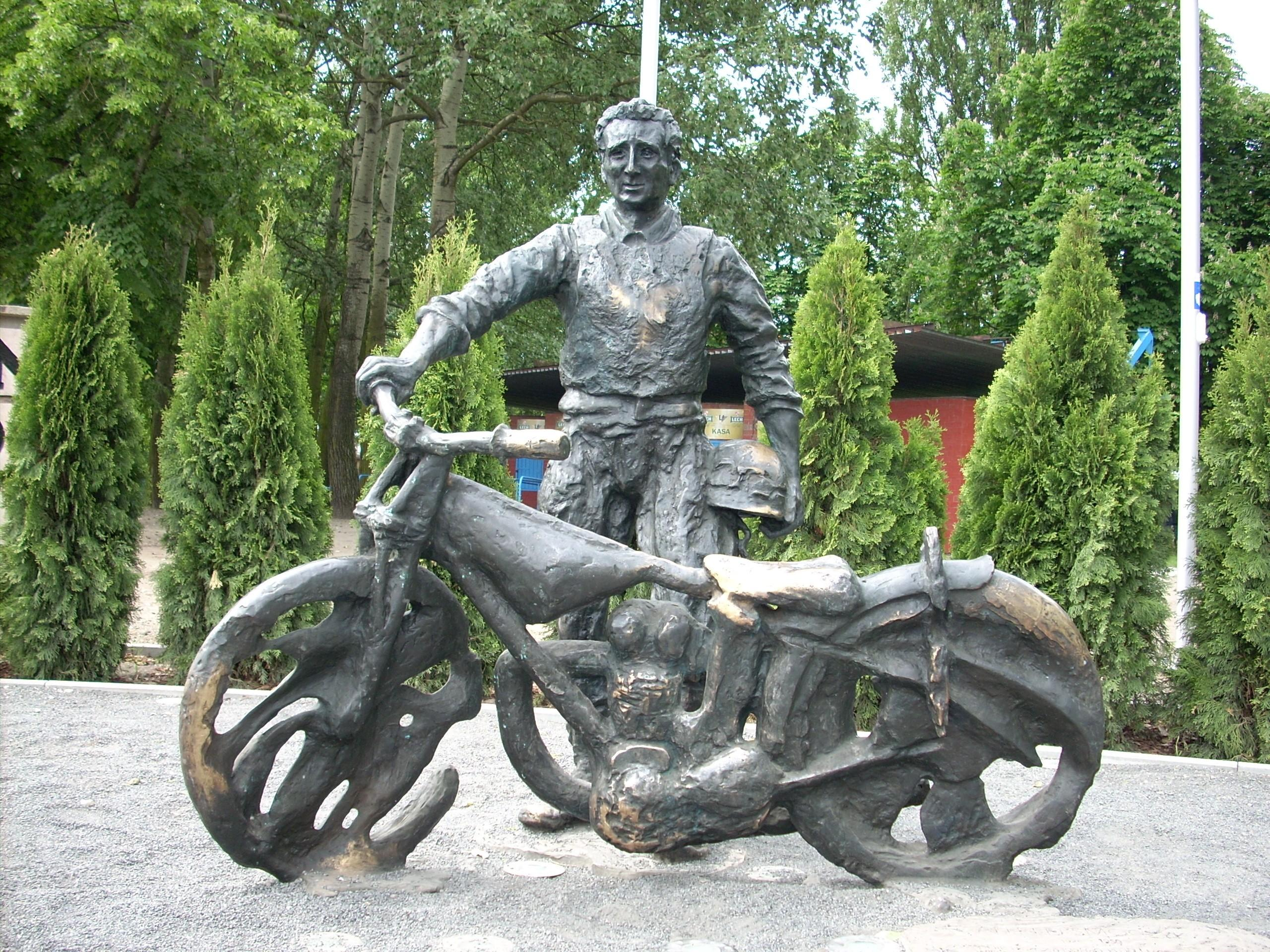
Pomnik Alfreda Smoczyka postawiony przy stadionie żużlowym
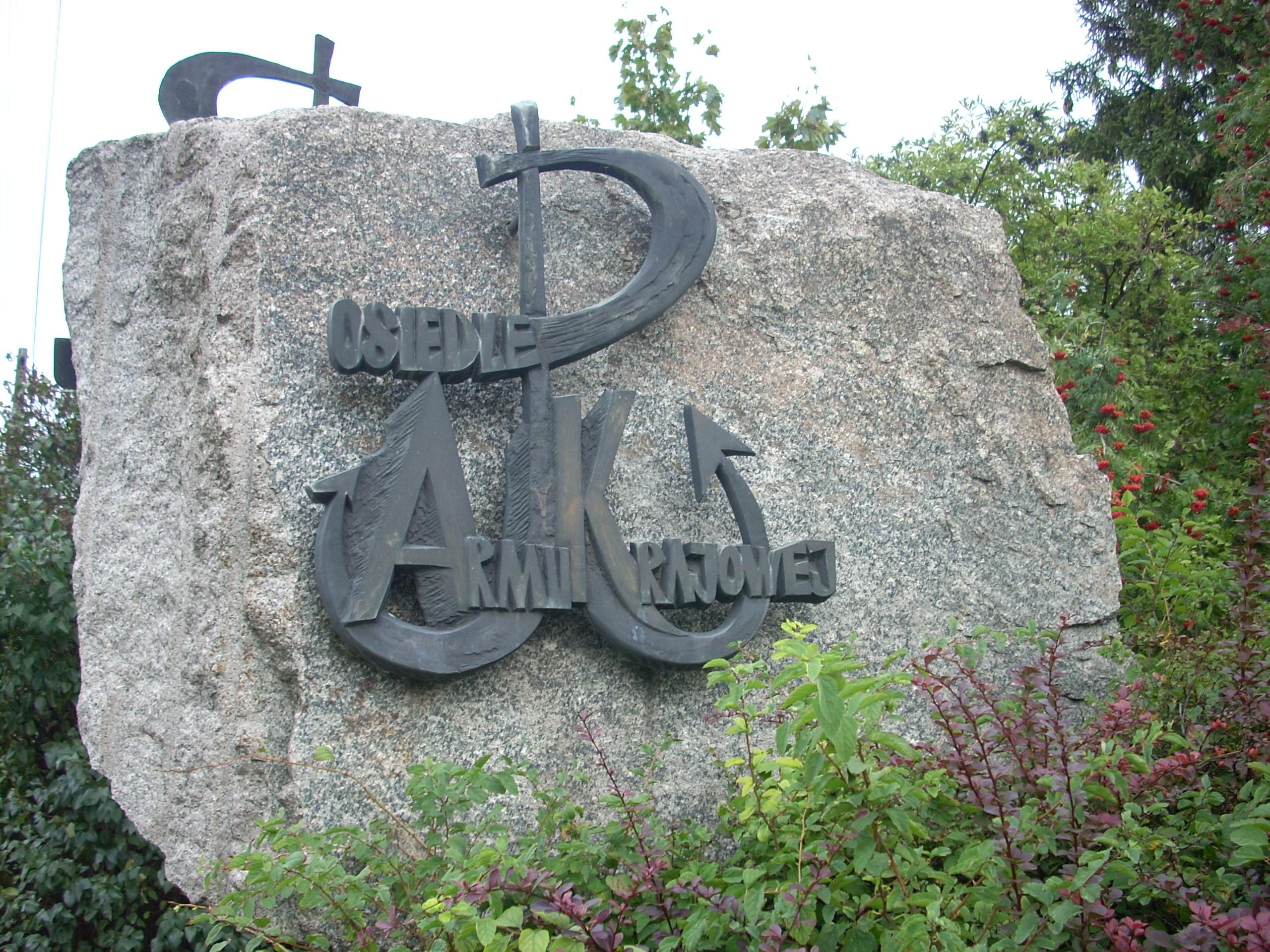
Pomnik na osiedlu Armii Krajowej
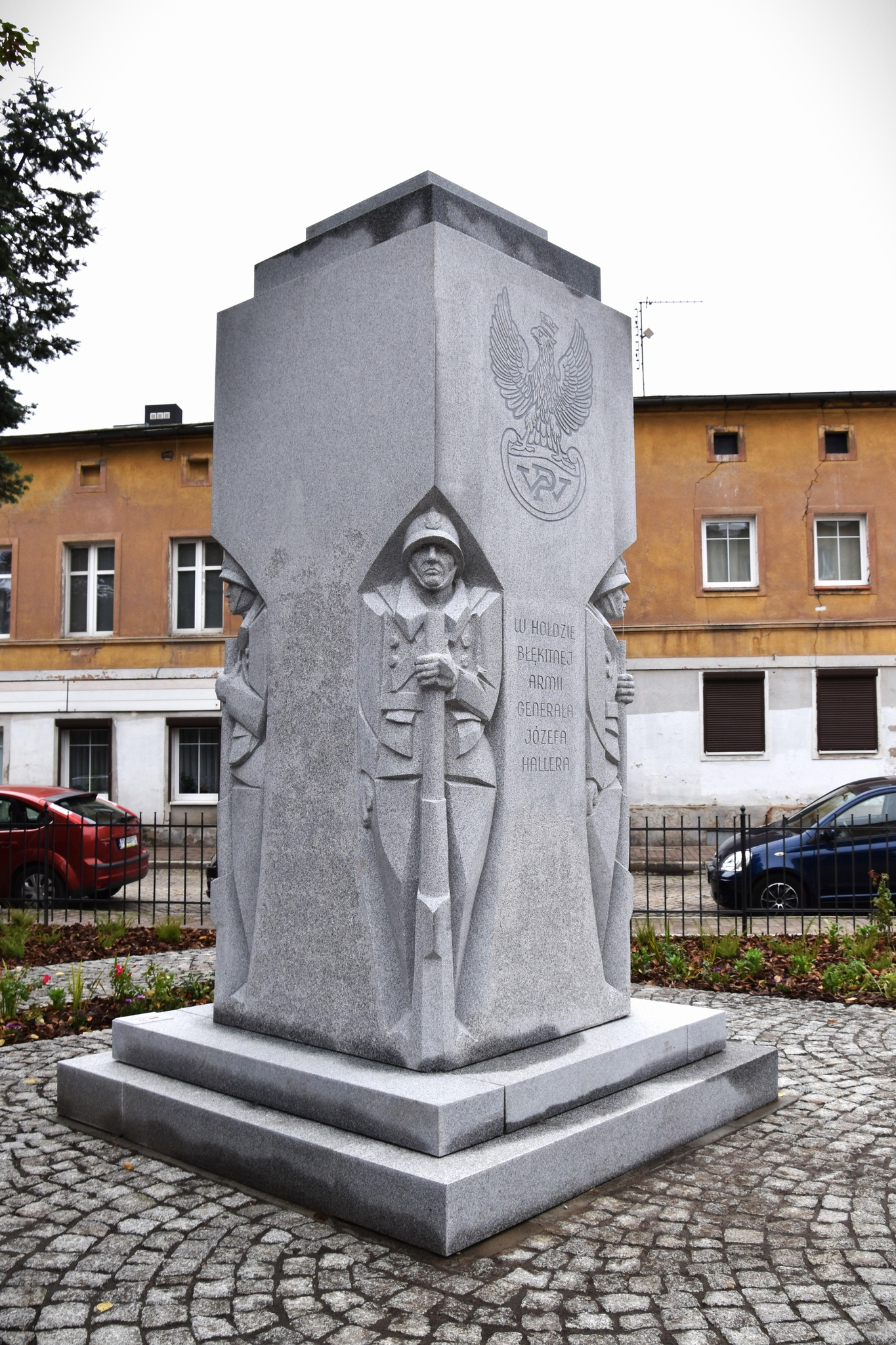
Pomnik upamiętniający Błękitną Armię gen. J. Hallera

## Demografia
| Ogółem        | w tym mężczyźni | w tym kobiety | Migracja wewnętrzna | Migracja zewnętrzna | Gęstość zaludnienia na km²                                    |
| ------------- | --------------- | ------------- | ------------------- | ------------------- | ------------------------------------------------------------- |
| Rok 2007      |                 |               |                     |                     |                                                               |
| 64 057:       | 30 453          | 33 502        | -73 osób            | -37 osób            | przyrost naturalny na 1000 mieszkańców – 1,5‰ (kraj – 0,3‰)   |
| Rok 2008      |                 |               |                     |                     |                                                               |
| 64 142 (+85)  | 47,5%           | 52,5%         | -65 osób            | -28 osób            | przyrost naturalny na 1000 mieszkańców – 2,6‰ (kraj – 0,9‰)   |
| Rok 2009      |                 |               |                     |                     |                                                               |
| 64 338 (+196) | 47,5%           | 52,5%         | -137 osób           | 15 osób             | przyrost naturalny na 1000 mieszkańców – 3,6‰ (kraj – 0,9‰)   |
| Rok 2010      |                 |               |                     |                     |                                                               |
| 64 432 (+94)  | 47,5%           | 52,5%         | -59 osób            | -6 osób             | przyrost naturalny na 1000 mieszkańców – 2,4‰ (kraj – 0,9‰)   |
| Rok 2022      |                 |               |                     |                     |                                                               |
| 61 396        | 47%             | 53%           | -427                | -20                 | przyrost naturalny na 1000 mieszkańców – 5,03‰ (kraj – 4,95‰) |

| wiek przedprodukcyjny (0–17 lat) | wiek produkcyjny (18-59/64 lata) | wiek poprodukcyjny (60/65 lat i więcej) |
| -------------------------------- | -------------------------------- | --------------------------------------- |
| Rok 2007                         |                                  |                                         |
| 12 416 (19%)                     | 42 256 (66%)                     | 6484 (15%)                              |
| Rok 2008                         |                                  |                                         |
| 12 203 (19%)                     | 42 254 (66%)                     | 9685 (15%)                              |
| Rok 2009                         |                                  |                                         |
| 12 146 (18,9%)                   | 42 192 (65,5%)                   | 10 000 (15,5%)                          |
| Rok 2010                         |                                  |                                         |
| 12 063 (18,7%)                   | 42 000 (65,2%)                   | 10 369 (16,1%)                          |
| Rok 2022                         |                                  |                                         |
| 10 880 (18%)                     | 35 260 (57%)                     | 15 256 (25%)                            |

## Gospodarka
W okresie PRL w mieście funkcjonowały m.in. fabryka cukierków i czekolady „Rywal”, roszarnia lnu oraz szereg zakładów z branż metalowej, odzieżowej oraz maszynowej. Po transformacji ustrojowej część przedsiębiorstw postawiona została w stan upadłości.
Obecnie w mieście istnieje kilka marketów wielkopowierzchniowych, wiele hurtowni, składów, kilka centrów handlowych. Działają 2 stacje radiowe, 6 redakcji gazet, 2 stacje telewizyjne. W Lesznie działa podstrefa Wałbrzyskiej Specjalnej Strefy Ekonomicznej.
W końcu stycznia 2011 liczba zarejestrowanych bezrobotnych w Lesznie obejmowała ok. 3 tys. mieszkańców, co stanowiło stopę bezrobocia na poziomie 8,8% do aktywnych zawodowo.
W 2013 r. wydatki budżetu samorządu Leszna wynosiły 307,17 mln zł, a dochody budżetu 309,71 mln zł. Zadłużenie (dług publiczny) samorządu na koniec 2013 r. wynosiło 148,8 mln zł, co stanowiło 48,05% wysokości jego dochodów.

### Podmioty gospodarcze
| Rok 2007 |     |       |
| 8483     | 102 | 94%   |
| Rok 2008 |     |       |
| 8733     | 118 | 93,5% |
| Rok 2009 |     |       |
| 8752     | 127 | 93,8% |
| Rok 2010 |     |       |
| 8806     | 132 | 94,1% |
| Rok 2022 |     |       |
| 9453     | 110 | 96%   |

### Zatrudnienie
Dane dla jednostek zatrudniających powyżej 9 osób
| Liczba pracujących: | w tym przemysł: |
| ------------------- | --------------- |
| Rok 2002            |                 |
| 18 254              | b.d.            |
| Rok 2003            |                 |
| 18 329              | b.d.            |
| Rok 2004            |                 |
| 18 649              | b.d.            |
| Rok 2005            |                 |
| 19 450              | b.d.            |
| Rok 2006            |                 |
| 20 716              | b.d.            |
| Rok 2007            |                 |
| 21 939              | 11188           |
| Rok 2008            |                 |
| 22 991              | 9233            |
| Rok 2009            |                 |
| 21 939              | 8131            |
| Rok 2010            |                 |
| 21 654              | 7382            |
| Rok 2022            |                 |
| 22 251              | 2081            |

#### Wynagrodzenia (zatrudnienie pow. 9 osób)
| przeciętne miesięczne wynagrodzenie brutto | przemysł | handel i naprawy | pośrednictwo finansowe | edukacja | ochrona zdrowia i opieka społeczna | hotele i restauracje | transport, gospodarka magazynowa i łączność | pozostała działalność usługowa, komunalna, socjalna i indywidualna | przeciętne miesięczne wynagrodzenie brutto w sektorze przedsiębiorstw średnia krajowa |
| ------------------------------------------ | -------- | ---------------- | ---------------------- | -------- | ---------------------------------- | -------------------- | ------------------------------------------- | ------------------------------------------------------------------ | ------------------------------------------------------------------------------------- |
| Rok 2006                                   |          |                  |                        |          |                                    |                      |                                             |                                                                    |                                                                                       |
| b.d.                                       | b.d.     | b.d.             | b.d.                   | b.d.     | b.d.                               | 1196                 | 1843                                        | 1880                                                               | b.d.                                                                                  |
| Rok 2007                                   |          |                  |                        |          |                                    |                      |                                             |                                                                    |                                                                                       |
| 2277                                       | 2108     | 2129             | 3853                   | 2895     | 2594                               | b.d.                 | b.d.                                        | b.d.                                                               | 2866                                                                                  |
| Rok 2008                                   |          |                  |                        |          |                                    |                      |                                             |                                                                    |                                                                                       |
| 2490                                       | 2246     | 2360             | 3683                   | 3132     | 3056                               | b.d.                 | b.d.                                        | b.d.                                                               | 2944                                                                                  |
| Rok 2009                                   |          |                  |                        |          |                                    |                      |                                             |                                                                    |                                                                                       |
| 2489,99                                    | 2266     | 2431             | 4015                   | 3362     | 3131                               | b.d.                 | b.d.                                        | b.d.                                                               | 3315                                                                                  |
| Rok 2010                                   |          |                  |                        |          |                                    |                      |                                             |                                                                    |                                                                                       |
| 2689,37                                    | 2358,09  | 2666,68          | 3885,92                | 3491,17  | 3142,09                            | b.d.                 | b.d.                                        | b.d.                                                               | 3435,00                                                                               |
| Rok 2022                                   |          |                  |                        |          |                                    |                      |                                             |                                                                    |                                                                                       |
| 5 831,00                                   | b.d.     | b.d.             | b.d.                   | b.d.     | b.d.                               | b.d.                 | b.d.                                        | b.d.                                                               | 6 706,00                                                                              |

#### Bezrobocie
|                             | Liczba bezrobotnych | Udział kobiet | Stopa bezrobocia |
| --------------------------- | ------------------- | ------------- | ---------------- |
| Rok 2005                    |                     |               |                  |
| Leszno                      | 3214                | b.d.          | b.d.             |
| Rok 2006                    |                     |               |                  |
| Leszno                      | 2515                | b.d.          | b.d.             |
| Rok 2007                    |                     |               |                  |
| Leszno                      | 1830                | 64%           | 6%               |
| Leszno i powiat leszczyński | 4423                | 65%           | 6,3%             |
| Kraj                        | 1746,6 tys.         | 58%           | 11,4%            |
| Rok 2008                    |                     |               |                  |
| Leszno                      | 1596                | 64%           | 5%               |
| Leszno i powiat leszczyński | 2721                | 65%           | 5,3%             |
| Kraj                        | 1473,8 tys.         | 57%           | 9,5%             |
| Rok 2009                    |                     |               |                  |
| Leszno                      | 2556                | 55,5%         | 7,7%             |
| Leszno i powiat leszczyński | 4284                | 57,2%         | 8,0%             |
| Kraj                        | 1892,7 tys.         | 51,1%         | 11,9%            |
| Rok 2010                    |                     |               |                  |
| Leszno                      | 2744                | 57,5%         | 8,3%             |
| Leszno i powiat leszczyński | 4634                | 58,9%         | 8,8%             |
| Kraj                        | 1954,7 tys.         | 51,9%         | 12,3%            |
| Rok 2022                    |                     |               |                  |
| Leszno                      | 863                 | 58,05%        | 2,7%             |
| Leszno i powiat leszczyński | 1419                | 59,34%        | 2,4%             |
| Kraj                        | 812,3 tys.          | b.d.          | 5,2%             |

## Transport

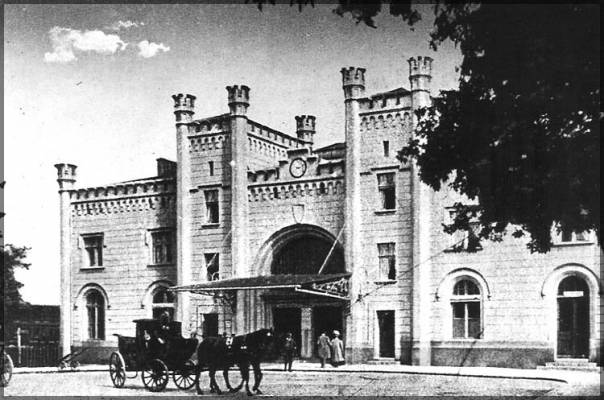
Budynek starego dworca PKP w Lesznie

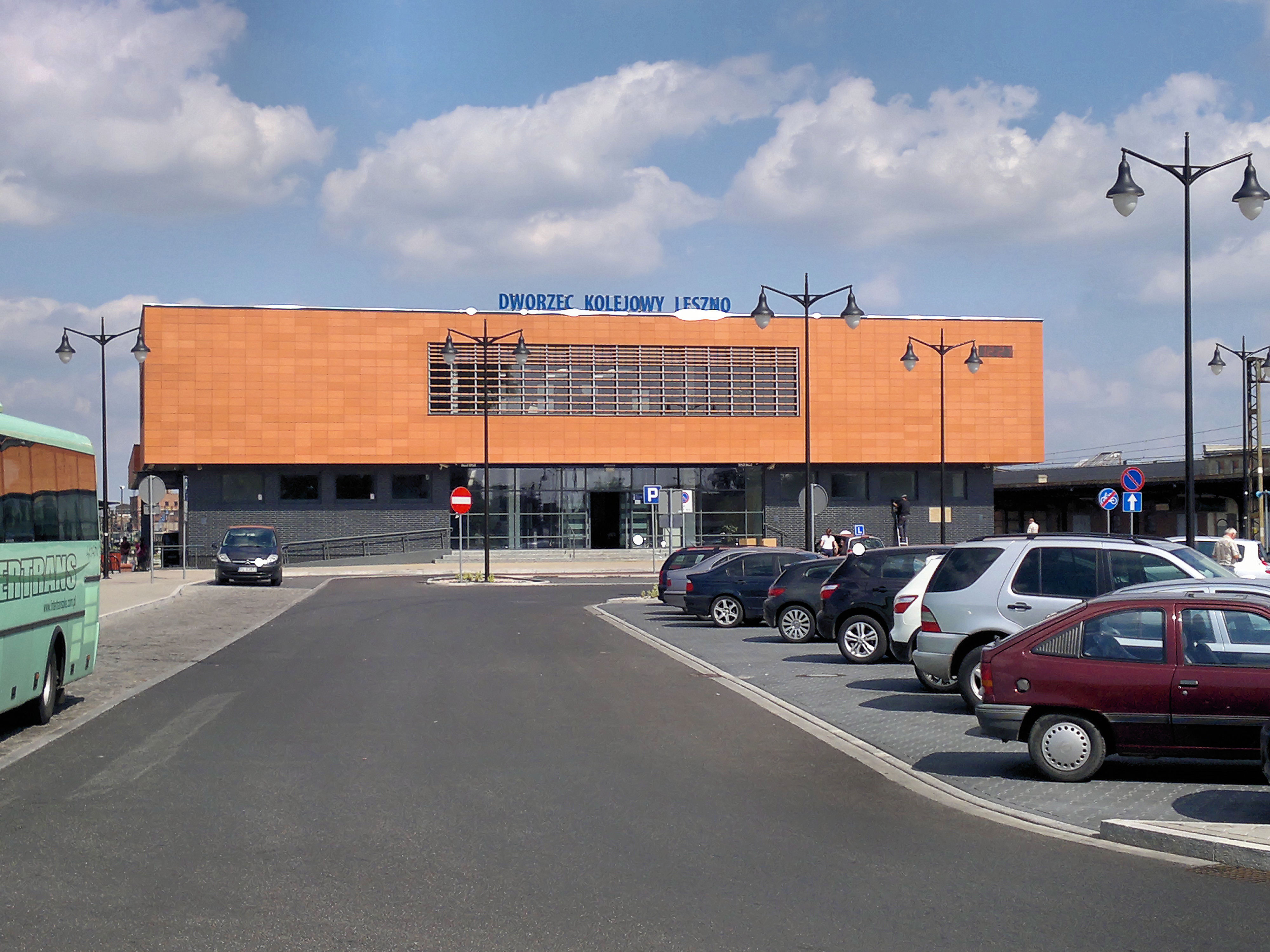
Budynek dworca po modernizacji (2013)

### Drogowy
Na zachód od miasta zlokalizowany jest węzeł Leszno Zachód łączący drogę ekspresową S5 (w ciągu trasy europejskiej E261) Bydgoszcz – Poznań – Wrocław z przebiegającą przez Leszno drogą krajową nr 12 Łęknica – Berdyszcze.
| krajowych: | wojewódzkich: | powiatowych: | gminnych: | ścieżek rowerowych: |
| ---------- | ------------- | ------------ | --------- | ------------------- |
| Rok 2007   |               |              |           |                     |
| 13,3       | 6,3           | 45,1         | 144,6     | 23,1                |
| Rok 2008   |               |              |           |                     |
| 13,3       | 6,3           | 45,1         | 144,6     | 23,1                |
| Rok 2009   |               |              |           |                     |
| 13,3       | 6,3           | 45,1         | 144,6     | 24,63               |
| Rok 2010   |               |              |           |                     |
| 13,3       | 6,3           | 46           | 148,8     | 25,49               |
| Rok 2018   |               |              |           |                     |
| 13,5       | 6,4           | 45,6         | 151,7     | 50,9                |
| Rok 2023   |               |              |           |                     |
| 6,95       | 12,74         | 45,64        | 162,35    | 65                  |

### Kolejowy
Na terenie Leszna znajdują się stacja Leszno (według klasyfikacji PKP ma kategorię dworca regionalnego) i przystanek Leszno Grzybowo.
Leszno jest pasażerskim i towarowym węzłem kolejowym, łączą się tu trzy linie kolejowe:
- Wrocław Główny – Leszno – Poznań Główny;
- Łódź Kaliska – Leszno – Forst;
- Leszno – Zbąszyń.

Przez Leszno kursują pociągi pasażerskie:
- InterCity – (Artus, Bosman, Gwarek, Halny, Heweliusz, Jeziorak, Malczewski, Mamry, Mieszko, Piast, Pomorzanin, Przemyślanin, Szkuner, Szyndzielnia) między innymi do Białogardu, Bielska-Białej, Brzegu, Bydgoszczy, Częstochowy, Gdańska, Gdyni, Giżycka, Gliwic, Gniezna, Iławy, Inowrocławia, Jeleniej Góry, Katowic, Kędzierzyna-Koźle, Kłodzka, Kołobrzegu, Koszalina, Krakowa, Laskowic, Olsztyna, Opola, Piły, Polanicy-Zdrój, Poznania, Przemyśla, Rzeszowa, Słupska, Sopotu, Strzelina, Tczewa, Torunia, Ustki, Wałbrzycha Miasto, Wrocławia;
- TLK (Rozewie) między innymi do Gdańska, Gdyni, Gniezna, Katowic, Opola, Poznania, Wrocławia;
- REGIO (Kamieńczyk) między innymi do Głogowa, Kościana, Jeleniej Góry, Poznania, Rawicza, Szklarskiej Poręby, Wałbrzycha, Wrocławia i Międzylesia oraz Zielonej Góry;
- Koleje Wielkopolskie (Poznańczyk) między innymi do Krotoszyna, Ostrowa Wlkp., Poznania, Rawicza, Wolsztyna i Zbąszynka.

Systematycznie na stację dojeżdżają składy w trakcji parowej z Wolsztyna uruchamiane przez Koleje Wielkopolskie wraz z Parowozownią Wolsztyn oraz pociągi retro uruchamiane przez TurKol.

### Lotniczy

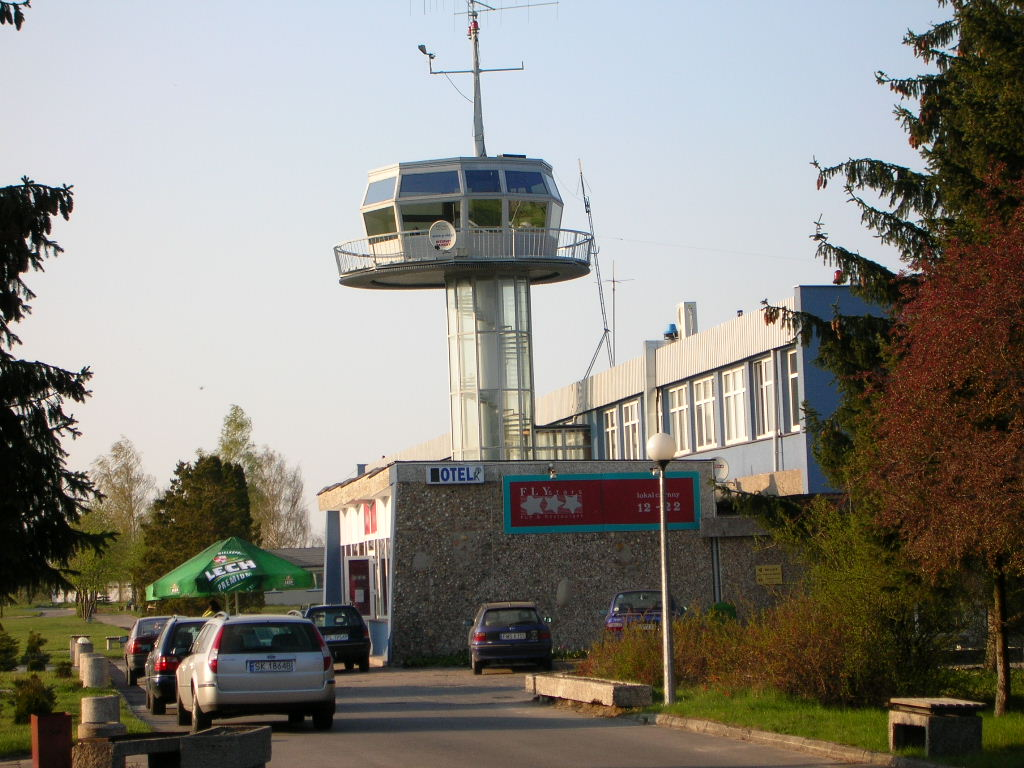
Lotnisko Leszno-Strzyżewice

W roku 2000 otwarto sanitarne lądowisko przy ul. Kiepury.

## Edukacja
| przedszkolach                      | szkołach podstawowych | gimnazjach           | liceach ogólnokształcących | liceach profilowanych | zasadniczych szkołach zawodowych | technikach           | szkołach wyższych   |
| ---------------------------------- | --------------------- | -------------------- | -------------------------- | --------------------- | -------------------------------- | -------------------- | ------------------- |
| Rok 2007                           |                       |                      |                            |                       |                                  |                      |                     |
| 2045 [88%] (w 18 przedszkolach)    | 4011 (w 13 szkołach)  | 2573 (w 13 szkołach) | 2629 (w 7 szkołach)        | 114 (w 3 szkołach)    | 1004 (w 6 szkołach)              | 2639 (w 15 szkołach) | 7604 (w 5 szkołach) |
| Rok 2008                           |                       |                      |                            |                       |                                  |                      |                     |
| 2231 [92,46%] (w 20 przedszkolach) | 3959 (w 13 szkołach)  | 2408 (w 13 szkołach) | 2551 (w 6 szkołach)        | 35 (w 2 szkołach)     | 938 (w 6 szkołach)               | 2673 (w 15 szkołach) | 7176 (w 4 szkołach) |
| Rok 2009                           |                       |                      |                            |                       |                                  |                      |                     |
| 2241 [90,03%] (w 20 przedszkolach) | 4011 (w 12 szkołach)  | 2573 (w 12 szkołach) | 2468 (w 6 szkołach)        | –                     | 963 (w 6 szkołach)               | 2681 (w 5 szkołach)  | 6244 (w 4 szkołach) |
| Rok 2010                           |                       |                      |                            |                       |                                  |                      |                     |
| 2305 [90,89%] (w 20 przedszkolach) | 3832 (w 11 szkołach)  | 2416 (w 6 szkołach)  | –                          | –                     | 874 (w 5 szkołach)               | 2540 (w 5 szkołach)  | 5267 (w 3 szkołach) |

### Wyniki matury (zdawalność egzaminów pisemnych)
- 2007 r.: j. polski – 94,6%; matematyka – 80,6%
- 2008 r.: j. polski – 93,4%; matematyka – 94,9%
- 2009 r.: j. polski – 90,7%; matematyka – 82,3%
- 2010 r.: j. polski – 91,4%; matematyka – 86,8%

### Uczelnie
- Akademia Nauk Stosowanych im. Jana Amosa Komeńskiego w Lesznie
- Wyższa Szkoła Humanistyczna im. Króla Stanisława Leszczyńskiego

Dawne uczelnie
- Wyższa Szkoła Marketingu i Zarządzania
- Nauczycielskie Kolegium Języków Obcych
- Akademia Ekonomiczna w Poznaniu Ośrodek Studiów Wyższych w Lesznie (do 2007 r.)

### Licea ogólnokształcące[61]

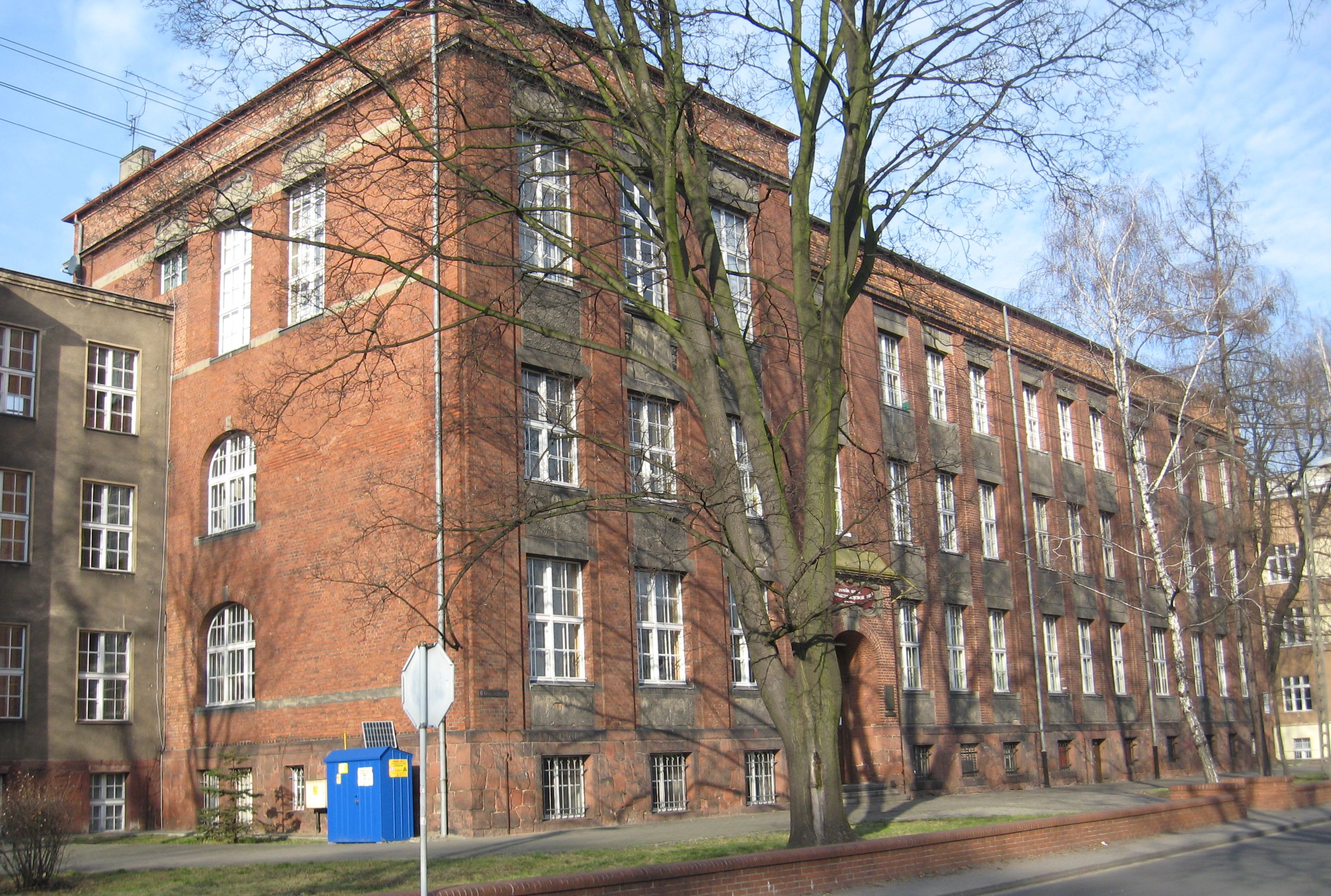
I Liceum Ogólnokształcące im. Rodu Leszczyńskich

- I Liceum Ogólnokształcące im. Rodu Leszczyńskich w Lesznie
- II Liceum Ogólnokształcące im. Mikołaja Kopernika z Oddziałami Dwujęzycznymi i Międzynarodowymi w Lesznie
- III Liceum Ogólnokształcące im. Juliusza Słowackiego w Lesznie
- Prywatne Liceum Ogólnokształcące
- Pierwsze Prywatne Liceum Ogólnokształcące w Lesznie

### Technika (zespoły szkół)[61]

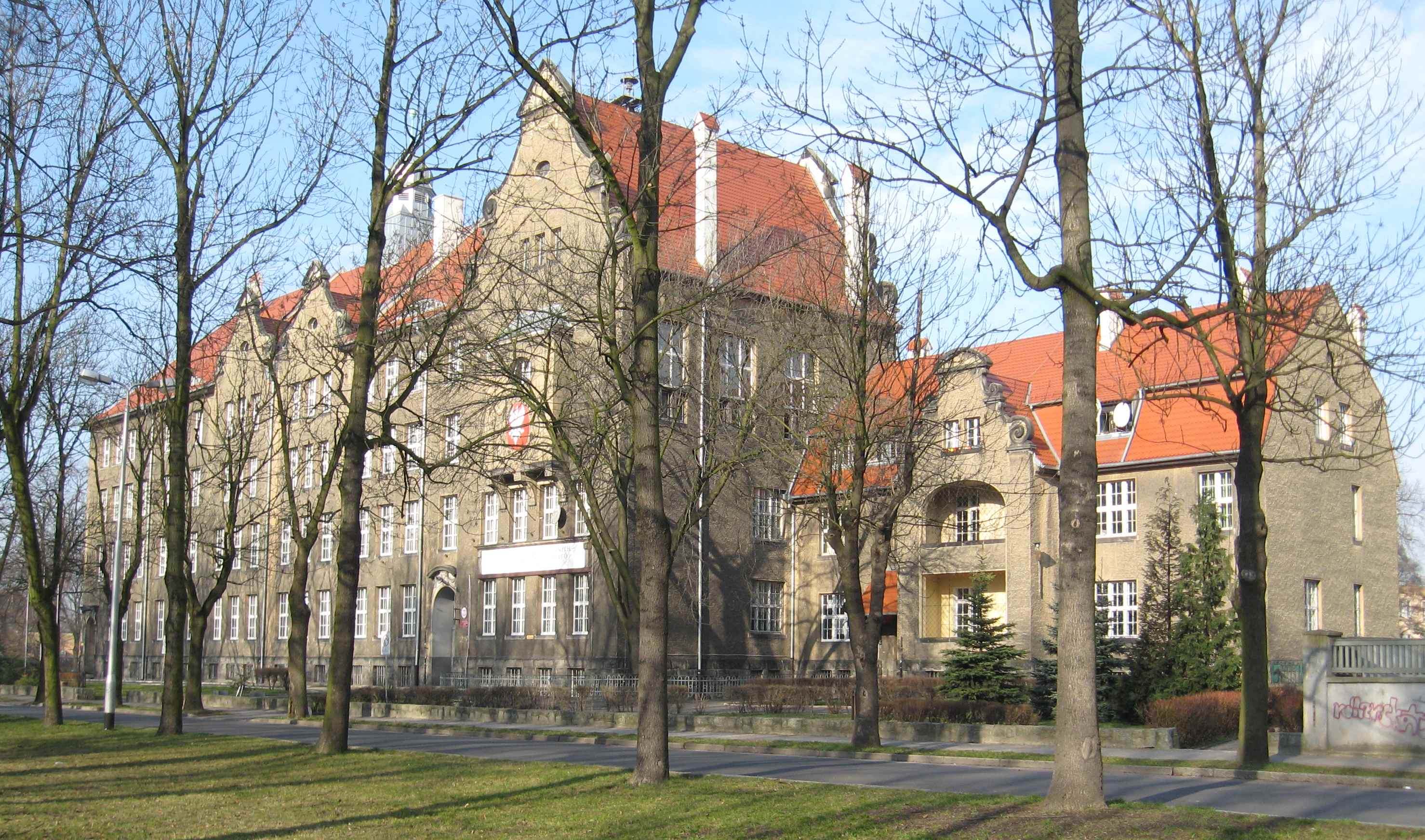
Zespół Szkół Ekonomicznych im. Jana Amosa Komeńskiego w Lesznie

- Zespół Szkół Rolniczo-Budowlanych im. Synów Pułku w Lesznie
- Zespół Szkół Ekonomicznych im. Jana Amosa Komeńskiego w Lesznie
- Zespół Szkół Technicznych Centrum Kształcenia Zawodowego i Ustawicznego im. 55. Poznańskiego Pułku Piechoty w Lesznie
- Zespół Szkół Elektroniczno-Telekomunikacyjnych w Lesznie
- Zespół Szkół nr 4 im. Powstańców Wielkopolskich w Lesznie
- Zespół Szkół Specjalnych im. Janusza Korczaka w Lesznie
- Technikum Teb Edukacja

## Administracja
Prezydenci Leszna:
- Edward Szczucki (1990–1998)[62]
- Tomasz Malepszy (1998–2014)[63]

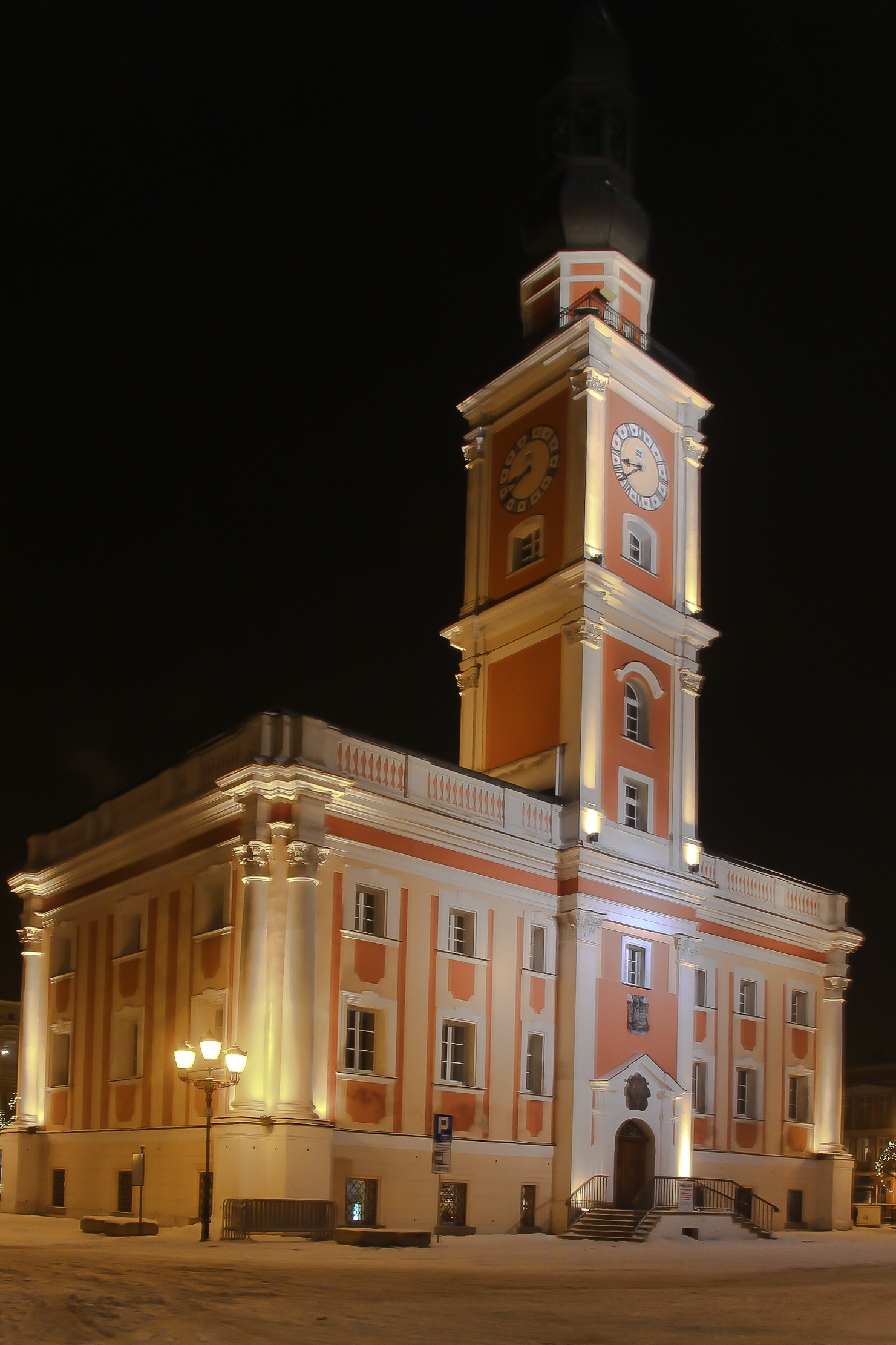
Ratusz w Lesznie nocą (przed renowacją)

- Łukasz Borowiak (2014-2024)[64][63]
- Grzegorz Rusiecki (od 2024)[65]

### Rada Miasta od 2010
KW Tomasza Malepszego Lewica dla Leszna (SLD): Grażyna Banasik, Marcin Błaszkowski, Marek Ganowicz, Ryszard Hayn, Bernardyna Kaźmierczak, Zenon Kurt, Elżbieta Mizgalska, Wojciech Rajewski – wiceprzewodniczący, Wojciech Zimniak
Platforma ObywatelskaTadeusz Feliczak, Krystian Maćkowiak, Stanisław Mikołajczyk, Sławomir Mocek, Barbara Mroczkowska, Tadeusz Pawlaczyk – Przewodniczący, Piotr Więckowiak, Dorota Zgaińska
Prawo i SprawiedliwośćAndrzej Bortel, Kazimierz Jęcz, Sławomir Szczot – Wiceprzewodniczący, Stefania Ratajczak
Gospodarni dla LesznaRyszard Sudolski, Marek Wein
| Kadencja 2014–2018 [ 66 ]                |                            |
| KW Platforma Obywatelska RP              | Mroczkowska Barbara        |
| KW Platforma Obywatelska RP              | Krystian Maćkowiak         |
| KW Platforma Obywatelska RP              | Marek Wein/Grażyna Banasik |
| KW Platforma Obywatelska RP              | Jarosław Zielonka          |
| KW Platforma Obywatelska RP              | Tadeusz Pawlaczyk          |
| KW Prawo i Sprawiedliwość                | Adam Kosmider              |
| KW Prawo i Sprawiedliwość                | Stefania Ratajczak         |
| KW Prawo i Sprawiedliwość                | Sławomir Szczot            |
| KW Prawo i Sprawiedliwość                | Damian Szymczak            |
| KW Prawo i Sprawiedliwość                | Piotr Kois                 |
| KW Prawo i Sprawiedliwość                | Kazimierz Jęcz             |
| KW Prawo i Sprawiedliwość                | Marek Goryniak             |
| KWW Tomasza Malepszego Lewica dla Leszna | Ryszard Hayn               |
| KWW Tomasza Malepszego Lewica dla Leszna | Wojciech Rajewski          |
| KWW Tomasza Malepszego Lewica dla Leszna | Grzegorz Rusiecki          |
| KWW Tomasza Malepszego Lewica dla Leszna | Marek Ganowicz             |
| KWW Tomasza Malepszego Lewica dla Leszna | Tomasz Malepszy            |
| KWW Tomasza Malepszego Lewica dla Leszna | Bernardyna Kaźmierczak     |
| KWW PL 18                                | Michał Skrzypczak          |
| KWW PL 18                                | Sławomir Mocek             |
| KWW PL 18                                | Hanna Kotomska             |
| KWW PL 18                                | Piotr Więckowiak           |
| KWW PL 18                                | Adam Mytych/Wanda Nawrocka |

### Podział administracyjny
W Lesznie nie występuje prawny podział administracyjny na dzielnice miejskie i osiedla mieszkaniowe. Miasto jest jednolitą gminą o statusie miasta, a dzielnice i osiedla nie są jednostkami pomocniczymi gminy (art. 5 ustawy o samorządzie gminnym z dnia 8 marca 1990 roku). Nazewnictwo dzielnic i osiedli jest nazewnictwem zwyczajowym, powszechnie używanym przez mieszkańców, wynikającym z pewnych uwarunkowań urbanistycznych i historycznych tych terenów.
| Dzielnice miasta: - Nowe Miasto - Podwale - Zatorze - Leszczynko - Gronowo - Grzybowo - Zaborowo - Śródmieście - Międzytorze | Osiedla mieszkalne: - Osiedle Przyjaźni - Przylesie - Antoniny Antoniny - Osiedle Ogrody - Osiedle Wieniawa - Osiedle Na Skarpie - Osiedle Zamenhofa - Osiedle Rejtana - Osiedle Sułkowskiego - Osiedle Grunwald - Osiedle Prochownia - Osiedle Ostroroga - Osiedle Leśna Osada |

## Media
W Lesznie działają 2 stacje radiowe, 5 redakcji gazet, dwie telewizje i kilka portali internetowych.
- Radio
  - Radio Elka 98.5 FM
  - Radio Eska Leszno 102 FM
- Prasa
  - Panorama Leszczyńska
  - Gazeta ABC
  - Tygodnik Żużlowy
  - Reporter leszczyński
  - Głos Wielkopolski
  - ogólnopolski magazyn żużlowy Super Speedway
- Telewizja
  - Telewizja Leszno
  - Telewizja TVML[67]

## Wspólnoty wyznaniowe
Na terenie miasta działalność religijną prowadzą następujące Kościoły i związki wyznaniowe:

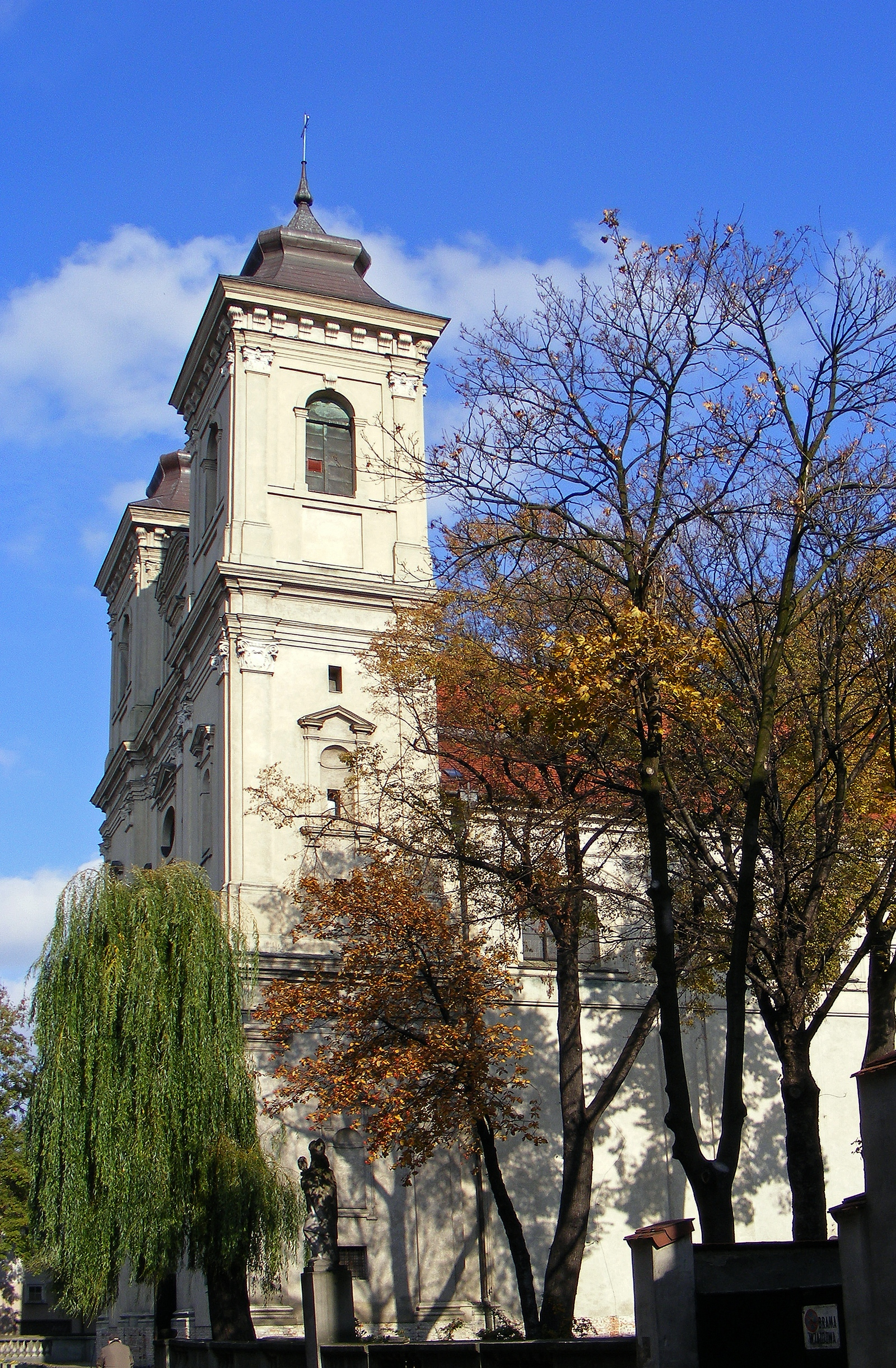
Bazylika św. Mikołaja

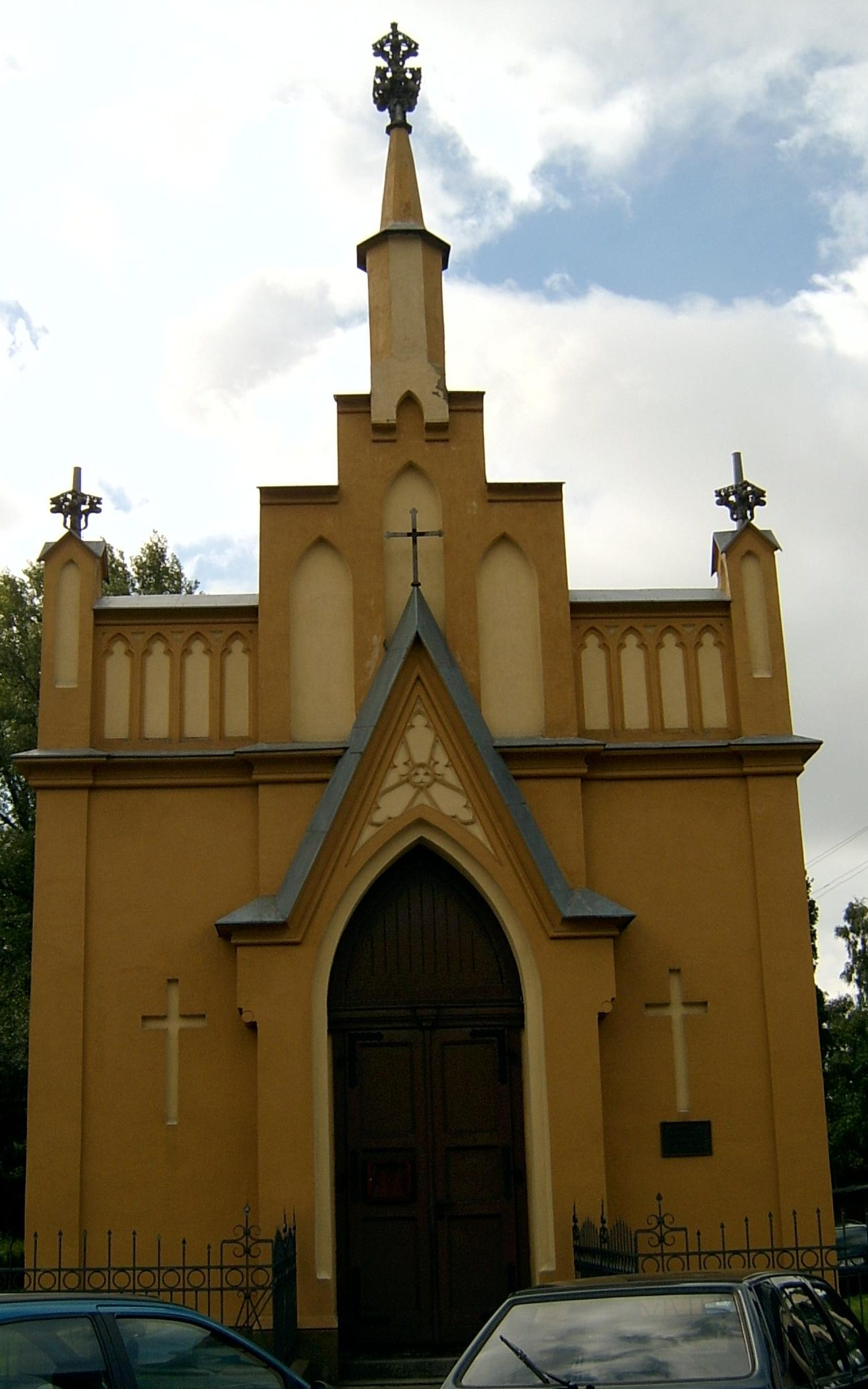
Kaplica ewangelicka

### Buddyzm
- Buddyjski Związek Diamentowej Drogi Linii Karma Kagyu:
  - grupa medytacyjna w Lesznie[68]

### Kościoły katolickie
- Kościół rzymskokatolicki – dekanat leszczyński (8 parafii)[69]

Przez miasto przebiega Wielkopolska Droga św. Jakuba – odcinek szlaku pielgrzymkowego do grobu św. Jakuba w Santiago de Compostela w Hiszpanii.

### Kościół prawosławny
Nabożeństwa prawosławne odprawiane są w rzymskokatolickiej kaplicy przy kościele Świętego Krzyża (Plac Jana Metziga 19); wierni pozostają pod opieką duchowieństwa z diecezji wrocławsko-szczecińskiej.

### Kościoły protestanckie
- Chrześcijańska Wspólnota Zielonoświątkowa:
  - zbór w Lesznie, ul. Edwarda Raczyńskiego 8[71]
- Kościół Ewangelicko-Augsburski:
  - Parafia w Lesznie, ul. Paderewskiego 10[72][73]
- Kościół Zielonoświątkowy:
  - zbór w Lesznie, ul. Grunwaldzka 121[74]
- Kościół Pentekostalny
  - zbór w Lesznie, ul. Przemysłowa 12a[75]

### Restoracjonizm
- Świadkowie Jehowy
  - zbór Leszno-Centrum[76]
  - zbór Leszno-Zachód – Sala Królestwa ul. Jana Kochanowskiego 15 C[76][77].
- Świecki Ruch Misyjny „Epifania”
  - zbór w Lesznie[78]

## Sport

### Obiekty sportowe

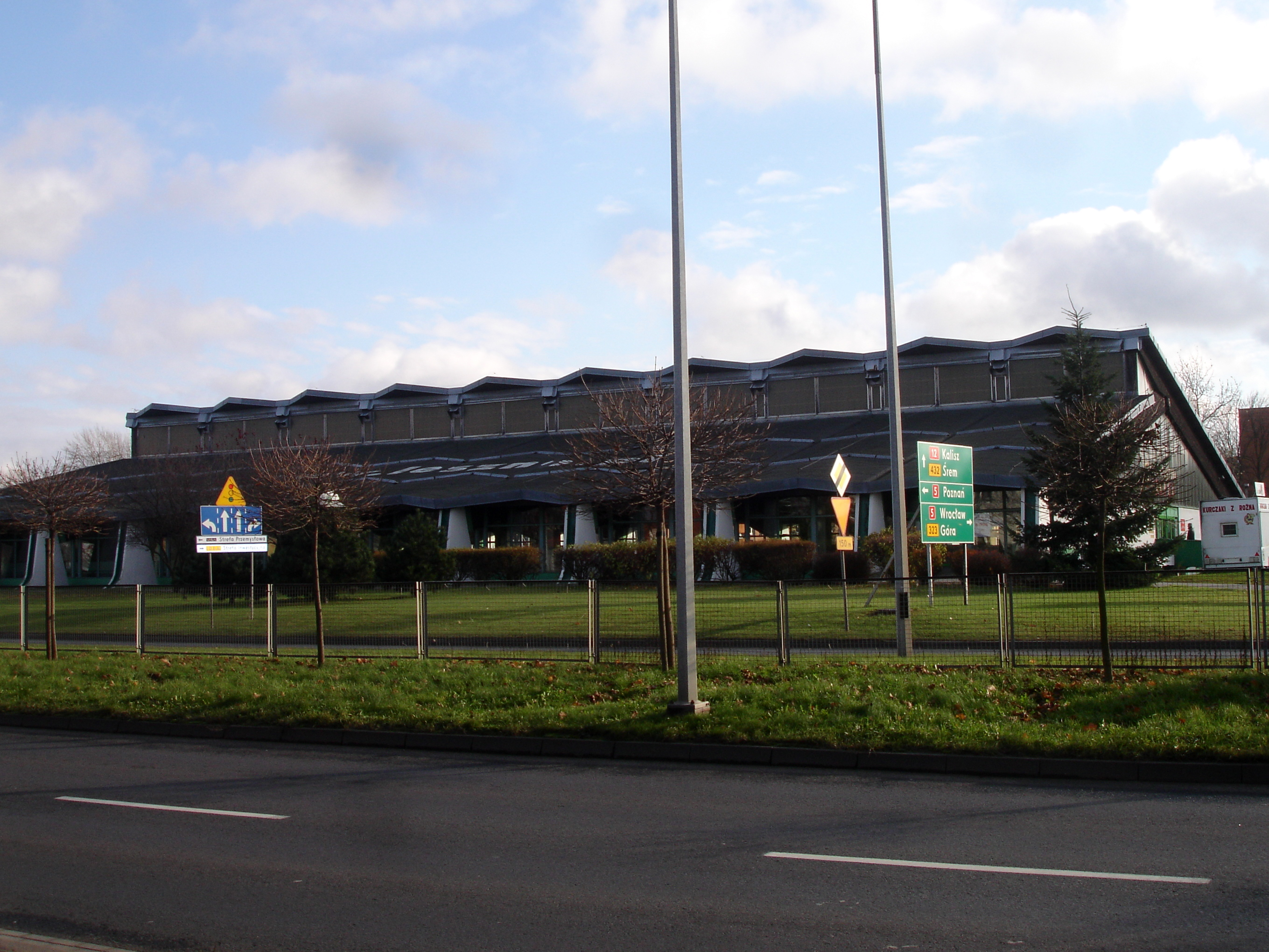
Hala Trapez

- Stadion im. Alfreda Smoczyka[79] – stadion żużlowy, swoje mecze rozgrywa tutaj klub Unia Leszno. Odbywają się tutaj też koncerty i imprezy okolicznościowe
- Hala Trapez – hala usytuowana tuż przy DK5. Odbywają się tu zawody sportowe, koncerty, wystawy psów, targi lub inne imprezy okolicznościowe. Swoje mecze rozgrywa tu m.in. Tęcza Leszno; PLKK
- Stadion Piłkarsko-Lekkoatletyczny – ogólnodostępny stadion. Swoje mecze rozgrywa tutaj piłkarska sekcja klubu Polonia Leszno.

Bieżnia oraz inne obiekty lekkoatletyczne służą wielu klubom sportowym oraz mieszkańcom Leszna
- Pływalnia Środowiskowa w Lesznie
- Pływalnia Akwawit – odbywały się tu ogólnopolskie zawody w pływaniu. Na tym basenie zawody organizował Klub Pływacki Akwawit Leszno. Basen został zamknięty w 2018[80], jednak w 2020 został przejęty przejęty przez miasto, które rozpoczęło jego przebudowę i planuje ponowne otwarcie w 2027 roku[40][41]
- Kryta Ujeżdżalnia przy Wyższej Szkole Marketingu i Zarządzania
- Hala Ćwicznia – odbywają się tu głównie zawody sztuk walki oraz szermierki
- Hala Trzynastka – Znajduje się przy Szkole Podstawowej nr 13. Swoje mecze rozgrywa tutaj drużyna szczypiornistów MKS REAL Astromal Leszno
- Hala Dziewiątka – Znajduje się przy Gimnazjum nr 9, w dzielnicy Zatorze. Odbywają się tu mecze Leszczyńskiej Ligi Siatkówki
- Skateplaza Zatorze – kompleks sportowy przeznaczony do jazdy na rolkach, deskorolkach i BMX-ach. Jest to największy i najnowocześniejszy taki obiekt w kraju. Oddany do użytku w 2011 roku

### Organizacje sportowe
Liczba organizacji sportowych: 64 stowarzyszeń kultury fizycznej, w tym: 23 uczniowskie kluby sportowe
Unia Leszno – klub żużlowy. Zawodnicy Unii Leszno odnoszą sukcesy w całej Polsce. Osiągnięcia Klubu Unia Leszno:
- 34 medali DMP (19 złotych, 8 srebrnych, 7 brązowych)
- 28 medali IMP (13 złotych, 8 srebrnych, 7 brązowych)
- 27 medali MIMP (9 złotych, 12 srebrnych, 6 brązowych)
- 17 medali MPPK (10 złotych, 7 srebrnych)
- 13 medali MDMP (6 złotych, 3 srebrne, 4 brązowe)
- 10 medale MMPPK (7 złotych i 3 brązowe)
- 1 medal MEP (złoty)
- 2 medale IMŚJ (złoty i srebrny)
- 1 medal DMŚJ (złoty)
- 2 medale DMŚ (złoty)

Arot-Tęcza – sekcje: piłki ręcznej (I liga) i koszykówki, zrzeszające ponad 200 zawodników i zawodniczek.
Polonia 1912 Leszno prowadzi sekcje: piłki nożnej (należący do III ligi), koszykówki (II Liga).
Zawodnicy sekcji kręgli odnieśli wiele sukcesów (tytuły Mistrza Polski) w kategoriach:
| - Drużynowo: - seniorki – 10 - juniorki – 3 - juniorki młodsze – 3 - seniorzy – 5 - juniorzy – 5 | - Indywidualnie: - seniorki – 9 - juniorki – 6 - juniorki młodsze – 2 - juniorzy – 2 - juniorzy młodsi – 9 | - Pary: - seniorki – 9 - juniorki – 3 - juniorki młodsze – 2 - seniorzy – 2 - juniorzy – 1 - juniorzy młodsi – 4 |

Kolejną sekcją Klubu Polonia 1912 jest szermierka.

Ogółem od roku 1990 zawodnicy sekcji szermierczej zdobyli 97 medali, w tym 76 medali Mistrzostw Polski w różnych kategoriach wiekowych oraz 21 medali w Mistrzostwach Świata i Europy w kategoriach: kadetów, juniorów i seniorów.
Polonia prowadzi również z wieloma sukcesami sekcje Boksu i Kick-boxingu oraz Kręglarstwa.
Owal Leszno – klub Rugby założony 6 czerwca 2011, grający w formule Rugby 7 oraz prowadzący szkółkę dla dzieci.

### Imprezy sportowe
- Aeroklub Leszczyński organizuje międzynarodowe zawody szybowcowe na lotnisku Centralnej Szkoły Szybowcowej w Strzyżewicach. Mistrzostwa Świata w Szybownictwie zostały w Lesznie rozegrane w roku 1958, 1968, 1999, 2003 oraz 2014
- Drużynowe Mistrzostwa Świata na żużlu były w Lesznie organizowane w roku 1984, 2007, 2009 oraz 2017
- Etap Tour de Pologne miał swój start lub metę w Lesznie w roku 1969, 1979, 2005, 2023, a w roku 1968 był etap z metą, dookoła Leszna oraz ze startem w Lesznie
- OS „Leszczynko” TKKF Leszno organizuje od roku 2011 Halowy Puchar Polski pétanque o Puchar Polskiej Federacji Pétanque

- Młodzieżowa Rada Miasta Leszna od 2012 roku organizuje zawody Leszno Sport Festival.
- Warriors Fight Night – Leszczyńska impreza prezentująca zawodników mieszanych sztuk walki[83][84].

### Wydatki na kulturę fizyczną i sport w Lesznie
- Rok 2007 – 5 277 740
- Rok 2008 – 6 790 712
- Rok 2009 – 11 250 484
- Rok 2010 – 8 429 985[potrzebny przypis]

## Miasta partnerskie
- Suhl[85],
- Deurne[86],
- Montluçon[87],
- Dunaújváros[88]
- Zdziar nad Sazawą. [89].

## Honorowi Obywatele[90]
- Tytuły Zasłużony dla Miasta Leszna i Honorowy Obywatel Leszna to najwyższe wyróżnienia jakie może nadać samorząd miasta. Przyznawane są osobom szczególnie zasłużonym dla Leszna. Pełna lista laureatów tytułów znajduje się pod linkiem: https://leszno.pl/Honorowi_i_zasluzeni.html.
- Wśród laureatów znajdują się m.in.:
- Wojciech Maciejewski (ur. 30 marca 1923) – reżyser w Teatrze Polskiego Radia
- Janusz Centka (ur. 1950) – dwukrotny szybowcowy mistrz świata
- Martin Kummer – nadburmistrz Suhl
- Leigh Adams (ur. 1971) – australijski żużlowiec
- Jan Duffhauss – wiceburmistrz Deurne
- Czesław Orsztynowicz – kompozytor Hejnału Miasta Leszna, dyrygent
- Johannes W. Smeets – Burmistrz Deurne
- Prof. dr hab. Wiesław Osiński – wiceprezes Leszczyńskiego Towarzystwa Przyjaciół Nauk
- Lech Kaczyński[91] – były prezydent RP
- Kapitan Tadeusz Wrona (ur. 1958)[92] – polski pilot cywilny, który 1 listopada 2011 uratował życie 220 pasażerom lądując awaryjnie na warszawskim lotnisku Okęcie (zob. Awaryjne lądowanie lotu PLL LOT 016).
- Witalij Skakun – ukraiński żołnierz, który podłożył ładunki wybuchowe i oddając życie, wysadził most nieopodal Geniczeska[93].

## Legenda
Znana jest legenda związana z powstaniem miasta, której treść brzmi następująco:

W orszaku przyszłej żony Mieszka I, Dąbrówki, podążającej z Czech do Polski, znajdował się głośnej sławy rycerz Filip Wieniawita (Pierścień). Mieczysław w dowód uznania zasług Wieniawity, który wyratował Dąbrówkę z opresji, oddał mu we władanie dobra ziemi wschowskiej wraz ze wsią Leszczyną (dzisiejsza ul. Lipowa w Lesznie). Od tej wsi nazwali się Wieniawici Leszczyńskimi. Z czasem stali się Leszczyńscy potężnym rodem magnackim, o którym mówiono: „Kto Leszczyńskich nie zna, ten Polski nie zna.”. Z rodu tego pochodził Stanisław Leszczyński – król Polski.
Po uzyskaniu przywileju lokacyjnego Leszno przyjęło za swój herb pół łba tura na złotym polu (herb Leszczyńskich), a na drugiej połowie topór złoty na czerwonym polu – znak jurysdykcji.